# Brügge
Brügge (niederländisch Brugge, französisch Bruges) ist die Hauptstadt der Provinz Westflandern in Belgien. Die Gemeinde grenzt mit dem Ortsteil Zeebrugge an die belgische Küste. Außerdem ist Brügge Bischofssitz des Bistums Brügge. Mit 119.869 Einwohnern (1. Januar 2024) ist sie die größte Stadt der Provinz. Der Bezirk Brügge umfasst weitere Gemeinden und liegt mit 286.616 Einwohnern auf Platz zwei in der Provinz, hinter dem Bezirk Kortrijk.
Im Spätmittelalter war die Region um Brügge eines der Zentren der Textilindustrie und des Fernhandels in Europa und damit eine der Geburtsstätten des Frühkapitalismus. In der Stadt residierten zeitweise die Herzöge von Burgund, unter deren Herrschaft Brügge zu einer der wirtschaftlich und kulturell reichsten Städte im damaligen Europa wurde.
Die Altstadt ist umgeben von Kanälen und von Wallanlagen, auf denen Windmühlen stehen. Da Brügge nie durch Kriege oder großflächige Brände zerstört wurde, sind mittelalterliches Stadtbild und historische Gebäude sehr gut erhalten. Die Stadt ist zu Fuß oder per Bootstour erkundbar. Die Kanäle, die die Stadt durchziehen, nennen die Einheimischen Reien nach dem im Mittelalter vollständig kanalisierten Flüsschen Reie, das durch Brügge und dann direkt in die Nordsee floss.
Der mittelalterliche Stadtkern wurde 2000 von der UNESCO zum Weltkulturerbe erklärt. 2002 war Brügge Europäische Kulturhauptstadt.
Der Seehafen Zeebrugge liegt etwa 14 km nördlich von Brügge.

## Name
Ein Ursprung aus einem westgermanischen Wort für „Brücke“ ist wahrscheinlich. Mehrere ähnliche Wörter werden in den alten Dokumenten in verschiedenen germanischen Sprachen erwähnt, z. B. altenglisch bryċġ > bridge, altsächsisch bruggia, althochdeutsch brucca, altnordisch bryggja, die wohl alle auf das germanische *bruʒjō zurückgehen.
 Siehe dazu auch andere Bezeichnungen für alte Hafenkais.

## Stadtteile

Stadtteile Brügges

- Innenstadt Brügge, Sint-Pieters und Sint-Jozef (I)
- Koolkerke (II)
- Sint-Andries (III)
- Sint-Michiels (IV)
- Assebroek (V)
- Sint-Kruis (VI)
- Dudzele (VII)
- Lissewege, Zeebrugge (Seebrügge) und Zwankendamme (VIII)

## Geschichte

### Vorgeschichte und Gründung
Bereits im zweiten und dritten Jahrhundert befand sich auf dem Gebiet von Brügge eine gallo-römische Siedlung. Ihre Bewohner waren nicht nur Landwirte, sondern auch Händler, die Kontakte mit dem römischen Britannien und mit dem Rest von Gallien unterhielten.
In der Mitte des neunten Jahrhunderts baute Balduin I. eine Festung am noch heute Burg genannten Platz zum Schutz der Küste vor Angriffen der Wikinger. Brügge erhielt 1128 das Stadtrecht.

### Europäische Handelsmetropole (13. bis 15. Jahrhundert)

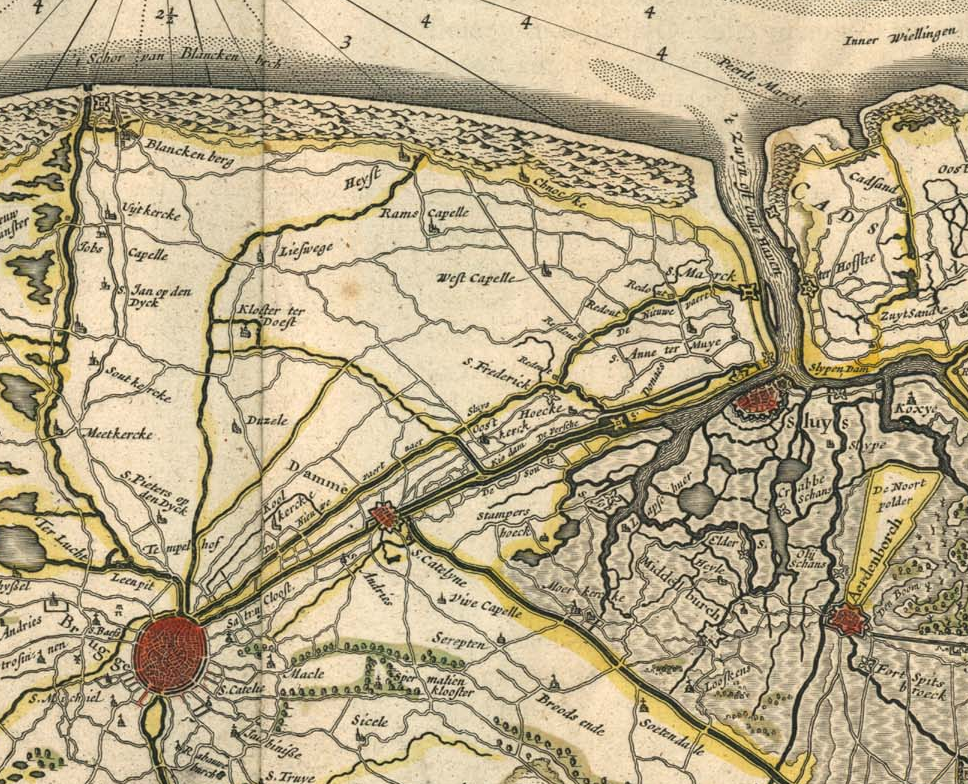
Brügges Nordseeanschluss (Karte von 1635)

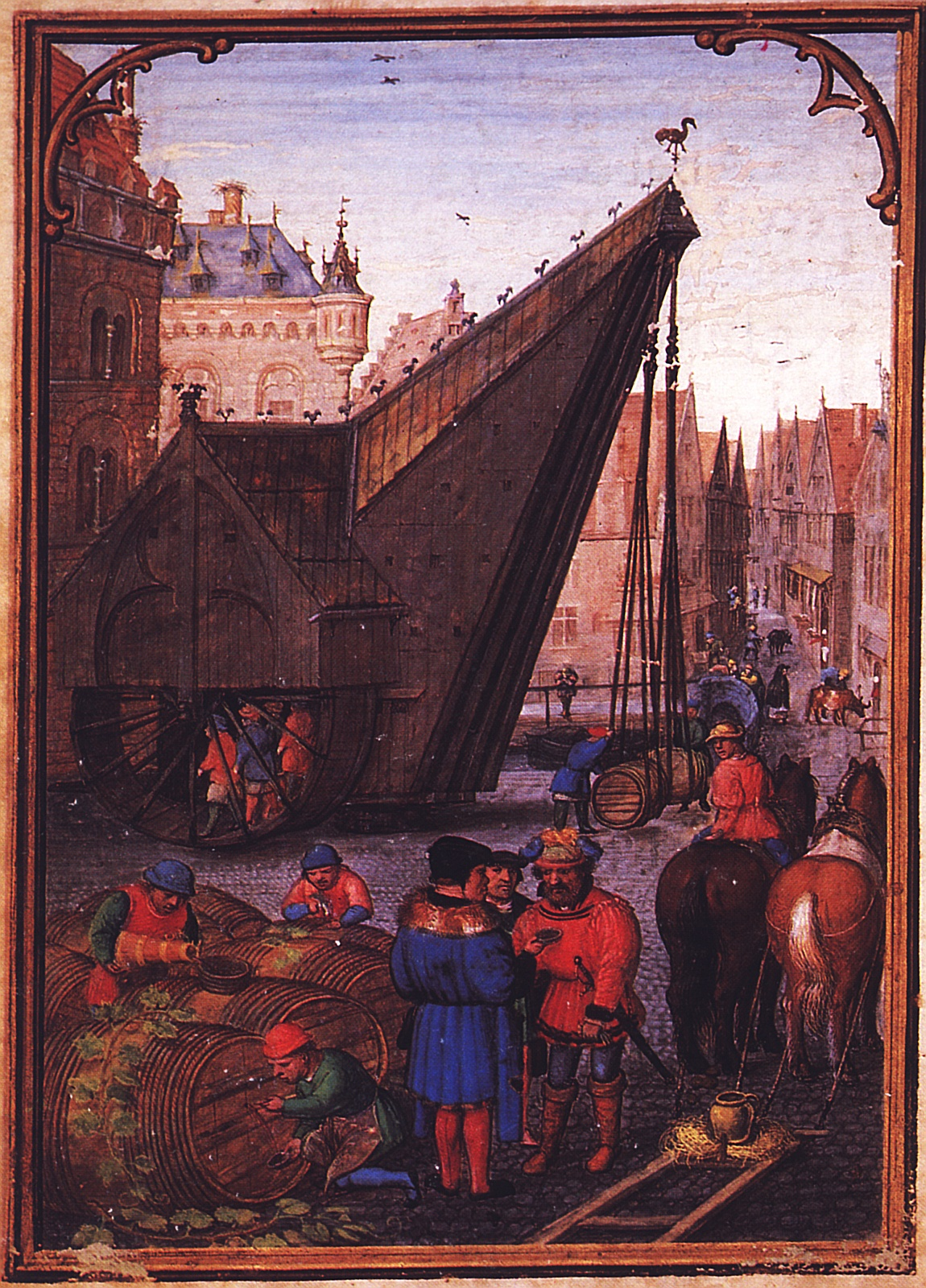
Löschen einer Schiffsladung

Über einen Seearm der Nordsee, den 1134 in Folge einer Sturmflut entstandenen Zwin, und das kanalisierte Flüsschen Reie war die Stadt im Mittelalter direkt mit dem Meer verbunden und konnte so am Fernhandel partizipieren. Um 1200 fand in Brügge die erste Handelsmesse statt. Gehandelt wurden Wolle aus England für die Tuchproduktion, Gewürze und Brokat aus Italien, Pelze und Hölzer aus Russland, Lammfelle aus Spanien, Wein aus Frankreich und Gobelins aus Flandern – die Region um Brügge wurde zu einem Zentrum der Textilherstellung und Textilveredlung. Im verzweigten Handelsnetz von Flandern war Antwerpen der zweitwichtigste Fernhandelsplatz nach Brügge, während Gent und Ypern regionale Marktorte waren. Für den sechs Wochen dauernden Pfingstmarkt verließen alle Ausländer Brügge, um in Antwerpen Handel zu treiben.
Auch Kaufleute aus den rheinischen Städten und aus den Hansestädten Lübeck und Hamburg kamen nach Brügge. Die Hanse errichtete an der Nordsee neben dem Stahlhof in London und der Bryggen in Bergen auch ein Hansekontor in Brügge und war so mit den Märkten außerhalb ihres eigentlichen Wirtschaftsraumes verbunden. Brügge entwickelte sich zu einem wichtigen Stapelmarkt. 1253 gewährte die Gräfin von Flandern Margarete II. den Hansekaufleuten diverse Handelsprivilegien. Mehr als 500 überlieferte Briefe und zehn Handelsbücher des damals in Brügge lebenden Lübecker Hansekaufmanns Hildebrand Veckinchusen geben Aufschluss über Geschäftspraxis und Lebenswelt der Kaufleute im Spätmittelalter. Vom Versammlungshaus des Brügger Hansekontors am Osterlingenplein, dem Haus der Osterlinge, ist nur noch der als Hotel genutzte rechte Teil vorhanden. Als Osterlinge – „die aus dem Osten kamen“ – wurden die deutschen Kaufleute bezeichnet.
In der Sporenschlacht (11. Juli 1302) nahe Kortrijk verteidigte eine zum Großteil aus Bürgermilizen bestehenden Armee erfolgreich die Unabhängigkeit der Flamen gegen den Machtanspruch Frankreichs, nachdem am 18. Mai 1302 die Brügger Frühmette vorausgegangen war. Die Schlacht war ebenso wie die Revancheschlacht bei Mons-en-Pévèle (18. August 1304) ein Vorkonflikt des Hundertjährigen Krieges (1337–1457) zwischen England und Frankreich, dessen wirtschaftlicher Hintergrund aus flämischer Sicht der Kampf um Flandern als Zentrum der europäischen Tuchindustrie war.

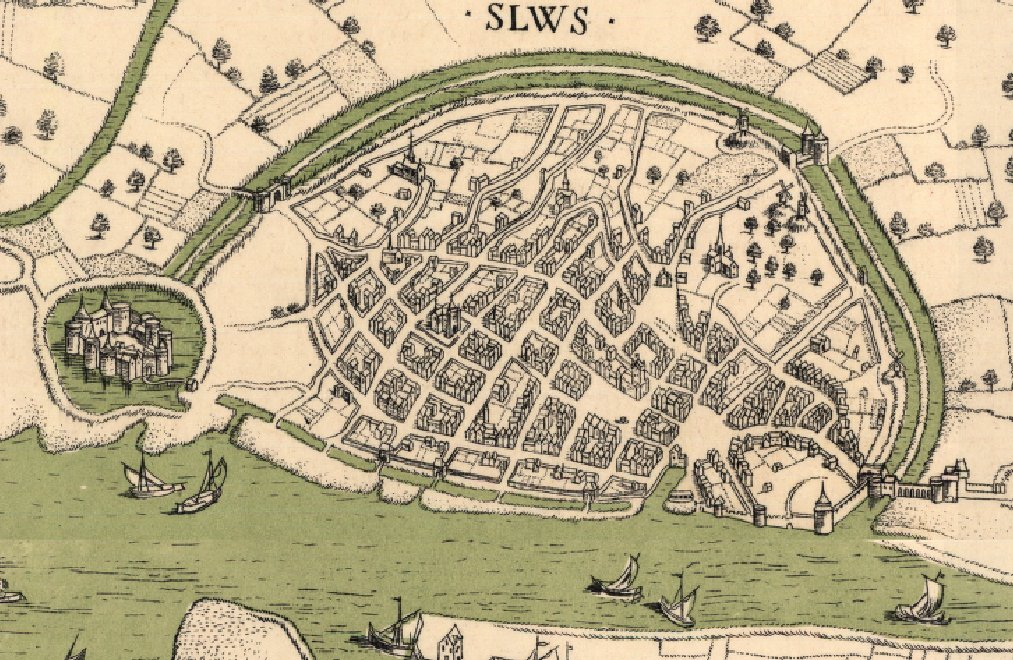
Brügges Vorhafenstadt Sluis

In der ersten Phase des Hundertjährigen Krieges setzte der englische König Eduard III. die flandrischen Städte – darunter Brügge als wichtigsten Fernhandelsplatz – durch einen Exportstopp englischer Schafwolle unter Druck und erzwang so deren Kooperationsbereitschaft. Den Boykott hatte Ludwig I. von Flandern durch die Unterstützung des Anspruchs Philipps VI. auf den französischen Thron heraufbeschworen. Mit der Seeschlacht von Sluis (24. Juni 1340) kam es zur ersten großen direkten Konfrontation zwischen den Kriegsparteien. Durch den Sieg der englischen Flotte wurde die französische Dominanz im Ärmelkanal endgültig gebrochen und die Nordostgrenze Frankreichs stark gefährdet. Wegen seiner strategisch wichtigen Lage wurde Brügges Vorhafenstadt Sluis 1382 zur Festungsstadt ausgebaut und dort ab 1385 im Auftrag des Burgunderherzogs Philipp II. eine Burg errichtet.
Für englische Kaufleute sind in Brügge erstmals 1359 Handelsprivilegien nachweisbar. Der 1407 in England mit Sitz in London gegründeten Handelskompanie Company of Merchant Adventurers – einer der bedeutendsten englischen Tuchhandelskompanien des ausgehenden Mittelalters – wurde von der englischen Krone das Monopol auf den Export unbehandelter Tuche in die Niederlande zugestanden. In Brügge errichtete die Company of Merchant Adventurers ihre erste Niederlassung. Da ihr 1446 von Herzog Philipp III. bessere Rahmenbedingungen in Antwerpen eingeräumt wurden, verlegte sie ihre niederländische Hauptniederlassung in die an der Schelde gelegene Stadt.
Am früheren Oude Beursplein (dt. Alter Börsenplatz) befanden sich die Handelsniederlassungen der italienischen Seestädte Genua, Florenz und Venedig sowie das 1246 erbaute Haus der Kaufmannsfamilie Van der Beurze, der ersten Börse der Welt. In- und ausländische Kaufleute trafen dort regelmäßig zusammen und tätigten Handels- und Wechselgeschäfte. Vom Familiennamen der Kaufleute wurde das niederländische Wort beurs als Bezeichnung für derartige Handelsplätze abgeleitet und entsprechend in andere europäischen Sprachen übernommen.

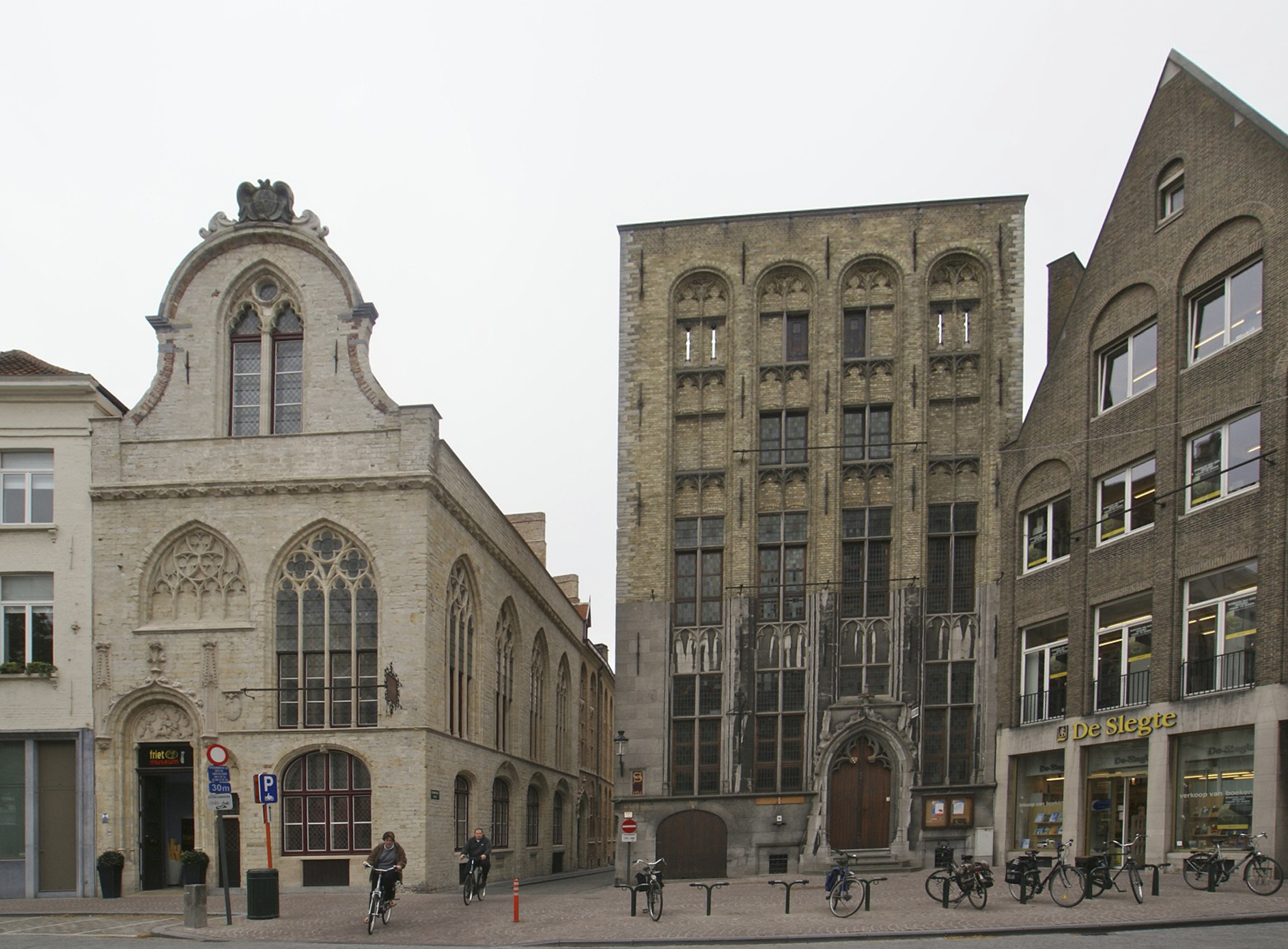
Alter Börsenplatz, in der Mitte Haus der Kaufmannsfamilie Van der Beurze

1369 wurde Brügge Teil des Herzogtums Burgund und Residenzstadt der Burgundischen Herzöge. Kaufleute aus ganz Europa kamen in die Stadt, um dort Handel zu treiben. Um den Jan van Eyckplatz entstand ein Stadtviertel mit Handelsniederlassungen. Viele der Handelsschiffe legten hier an, während die spanischen Kaufleute ihren Hafen am Spaanse Loskaai hatten.

### Hof und Herrschaft der Herzöge von Burgund (14. bis 15. Jahrhundert)

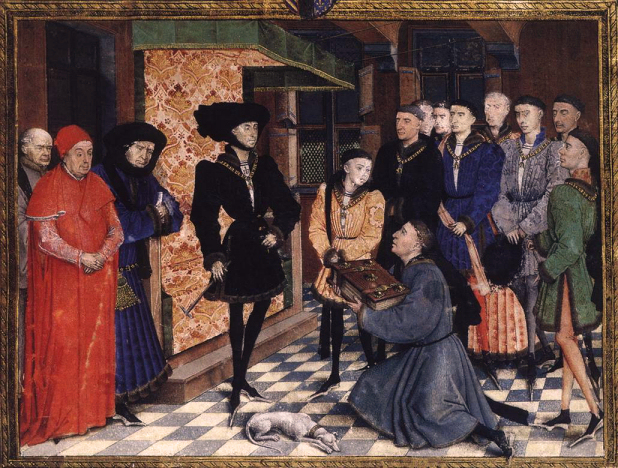
Am burgundischen Hof – Jean Wauquelin präsentiert sein Werk Philipp dem Guten (um 1446)

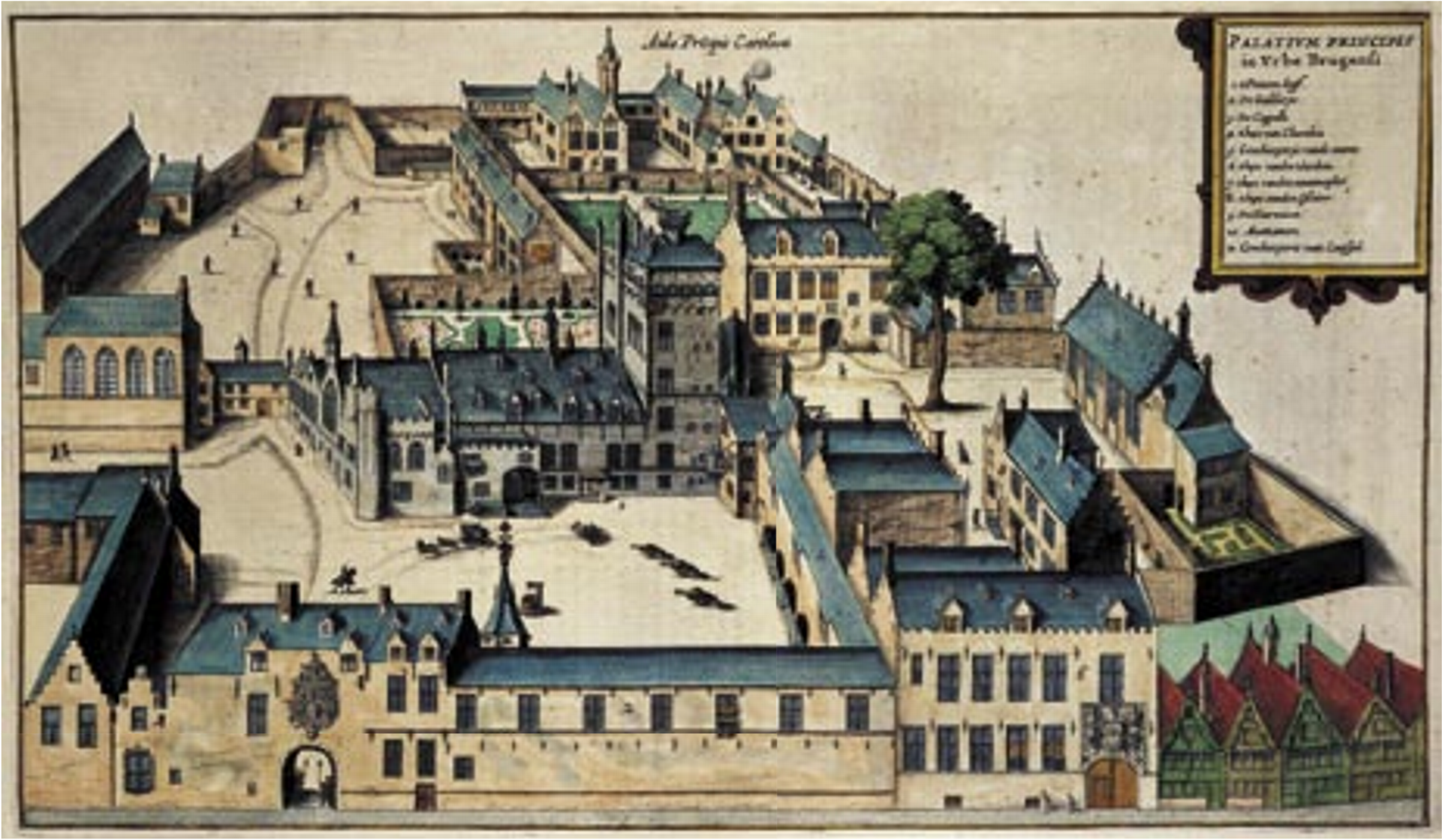
Prinzenhof Brügge, 1641

Unter der Herrschaft der Herzöge von Burgund entwickelte sich Brügge wirtschaftlich und kulturell zu einer der reichsten Städte Europas. Das dem Meister der André-Madonna zugeschriebene Gemälde Jungfrau und Kind unter Engeln und das im Motiv gleiche Gemälde Jungfrau und Kind mit vier Engeln von Gerard David zeigen als Hintergrund eine Stadtansicht aus dieser Zeit.
Im dicht besiedelten und urbanisierten Flandern mit seiner durch Textilherstellung und Handel bestimmten Wirtschaft wurde die Politik von den Städten dominiert, in anderen Territorien Burgunds vom Adel. Am Hof und im Süden Burgunds wurde französisch gesprochen, im Norden nach wie vor niederländisch. Die Burgunder Herzöge und ihr Hof reisten in ihrem Herrschaftsgebiet umher und waren an keinen festen Ort gebunden. Während ihrer Aufenthalte in Brügge residierten sie und ihr Hofstaat im Prinzenhof. Zählte der Hof 1426 noch 230 Personen, so stieg deren Anzahl bis 1474 auf etwa 600 Personen an, die zahlreichen Leibbogener nicht eingerechnet. Der Hofstaat, der für seine Dienste Pensionen und Gagen erhielt, repräsentierte den jeweiligen Herzog; Feste, Ritterturniere, Einzüge in Städte und Totenkult demonstrierten dessen Rang, Macht, Reichtum und Verdienste.

„Die ganze Hofhaltung war luxuriös, der Hausschatz und die Bibliothek voller Kostbarkeiten, und das Hofzeremoniell ganz auf eine gottähnliche Überhöhung des Herrschers ausgerichtet. Im Selbstverständnis der adlig-ritterlichen Welt Burgunds und seines Hofes waren als standesgemäße Vergnügungen über Tags Jagdausflüge und Turniere ebenso fest verankert wie die wohlinszenierten und von großartigen Musikern begleiteten abendlichen Tanz- und Maskenfeste.“

### Kampf um das Burgundische Erbe (14. bis 15. Jahrhundert)

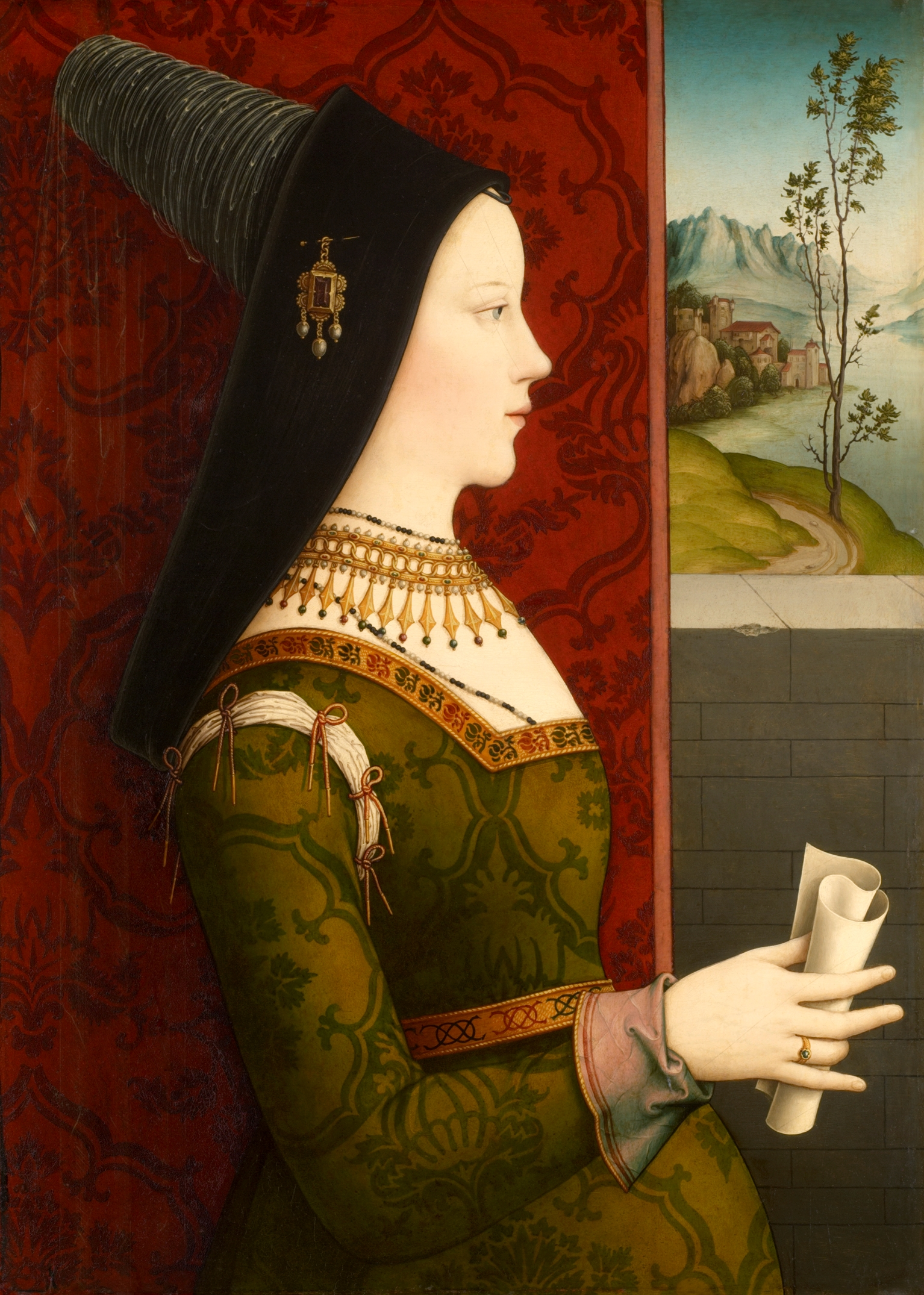
Maria von Burgund (Porträt v. Michael Pacher, ca. 1490)

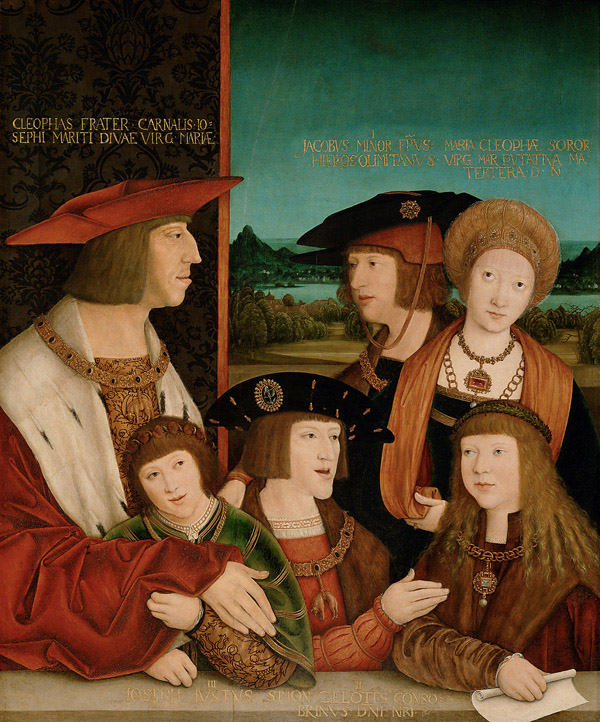
Familie von Maria und Maximilian (genealogische Darstellung v. Bernhard Strigel)

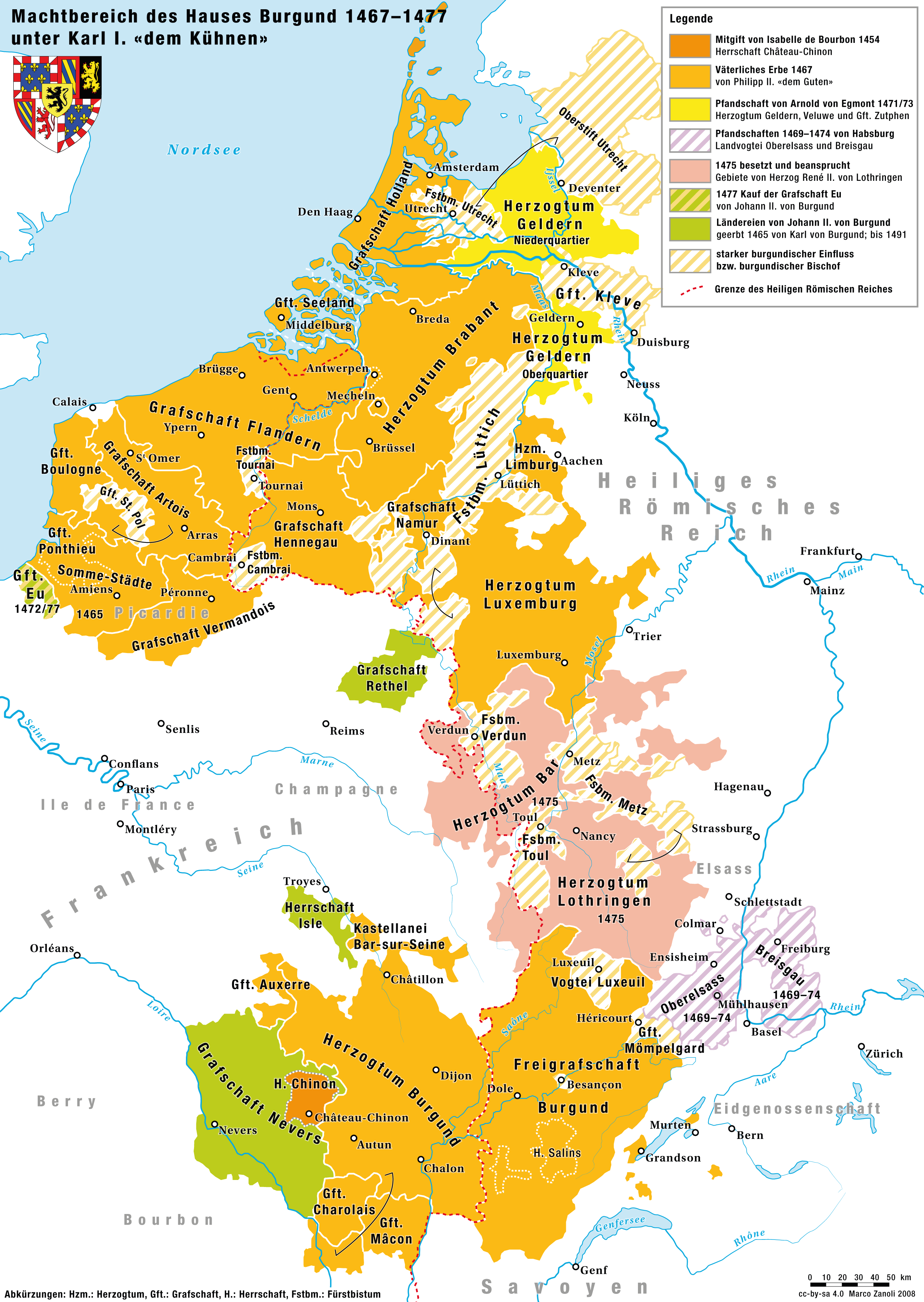
Burgund mit den niederländischen Provinzen unter Karl dem Kühnen

Nach dem Tod Karls des Kühnen in der Schlacht von Nancy (1477) zerfiel das Herzogtum Burgund in kurzer Zeit im Kampf um das Burgundische Erbe zwischen Maximilian von Habsburg und Frankreich.
Noch 1477 heiratete die Erbtochter Karls des Kühnen Maria von Burgund den Sohn des römisch-deutschen Kaisers Friedrich III. Maximilian, mit dem sie bereits seit 1475 verlobt war. Die ihr vom französischen König Ludwig XI. angebotene Ehe mit dessen Sohn, dem erst siebenjährigen Dauphin Karl, lehnte Maria ab.
Maximilian wurde durch diese Heirat iure uxoris Herzog von Burgund und damit auch Herrscher über Flandern, das so Teil des habsburgischen Hausbesitzes wurde. Im Burgundischen Erbfolgekrieg (1477–1493) war es das erklärte Ziel Maximilians das gesamte nach dem Tod Karls des Kühnen zu großen Teilen von Frankreich besetzte Herzogtum Burgund zurückzuerobern und seine Herrschaft in den burgundischen Niederlanden zu sichern.
Nach einem Reitunfall bei einer Falkenjagd in der Nähe von Brügge starb Maria am 27. März 1482 an den Folgen ihrer Verletzungen. Fünfzehntausend Menschen sollen ihr während der aufwendig inszenierten Beisetzung in der Liebfrauenkirche von Brügge die letzte Ehre erwiesen haben. Bevor sie starb, erklärte Maria ihren erst vierjährigen Sohn Philipp, der in Brügge geboren worden war, zum Herzog und damit auch zum Erben des Herzogtums Burgund. Über Philipp und dessen zweijährige Schwester Margarete übten die Stände – zu denen in politischer Hinsicht nicht der Landesherr, aber die wirtschaftlich und damit auch politisch mächtigen Städte Flanderns gehörten – de facto die Vormundschaft aus. Zwar wurden die Kinder Marias und Maximilians von den Ständen als Erben anerkannt, nicht aber die testamentarisch von Maria verfügte Vormundschaft ihres Vaters Maximilian und dessen Regentschaft über die burgundischen Niederlande.
Nach dem Frieden von Arras (1482) wollte Maximilian deshalb vor allem die Vormundschaft über seinen Sohn Philipp sicherstellen, um so seine vormundschaftliche Regierung über dessen burgundisches Erbe – zunächst in den burgundischen Niederlanden – formalrechtlich zu legitimieren. Die nördlichen Provinzen befürworteten die Regentschaft Maximilians, während der Süden der Niederlande nur den von den aufständischen Provinzen Geldern, Flandern und Brabant gebildeten Regentschaftsrat akzeptierte und die Herausgabe seines in Gent festgehaltenen Sohnes verweigerte. Mit Unterstützung Frankreichs widersetzten sich insbesondere die reichen flandrischen Städte Ypern, Gent und Brügge der Herrschaft des Habsburgers. Die mächtige Stadt Gent fiel von ihm ab und auch die Zünfte von Brügge rebellierten.
Die Aufstände in den niederländischen Provinzen und Städten konnte Maximilian schließlich niederschlagen und die Erbfolgestreitigkeiten mit der französischen Krone nach Abschluss des Vertrages von Senlis (1493) endgültig beenden.

### Maximilians Gefangenschaft in Brügge (1488)

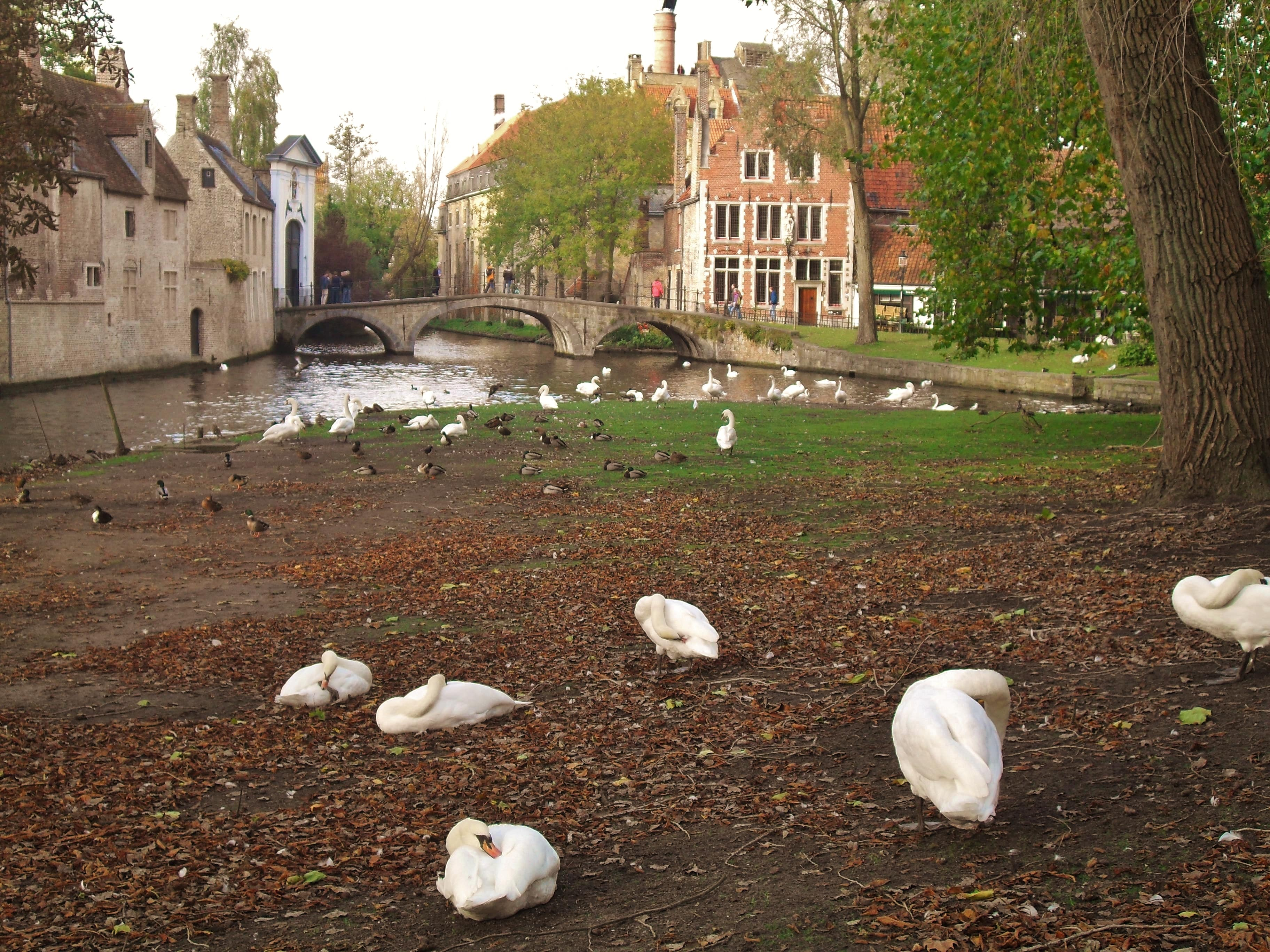
„Langhälse“ am Minnewater

Die Stadt Brügge schreckte nicht davor zurück, Maximilian – ab 1486 auch römisch-deutscher König  – von Januar bis Mai 1488 im Haus Craenburg am Grote Markt zu inhaftieren, als dieser neue Steuern einführen wollte. Sein Vater musste erst eine Armee zusammenstellen, um die Freilassung seines Sohnes zu erzwingen. Der Berater Maximilians Pierre Lanchals, auch Lankhals genannt, und des Verrats verdächtige Mitglieder der Stadtverwaltung wurden vor Maximilians Augen auf dem Grote Markt gefoltert und schließlich enthauptet. Eine Legende behauptet, Maximilian hätte Brügge nach seiner Freilassung – um diesen Affront zu sühnen und für immer an diese Schmach zu erinnern – dazu verurteilt, auf ewig Schwäne – „Langhälse“ – auf dem Minnewater zu halten; die Schwäne sind dort auch heute noch zahlreich vertreten. Es gibt ungefähr 120 weiße Schwäne, welche heutzutage auch als Symbol auf der offiziellen Stadtpraline „das Brugsche Swaentje“ zu sehen sind.

### Niedergang (16. bis 19. Jahrhundert)
Zum Ende des 15. Jahrhunderts versandete der Zwin. Brügge war damit von der Nordsee abgeschnitten. Der burgundische Hof zog sich aus der Stadt zurück und Maximilian beschränkte die Rechte der Stadt. Diese musste ihre führende Position in Flandern an Antwerpen abgeben, das über die sandfreie Schelde mit der Nordsee verbunden ist.
Die Stadt Brügge, die von 1524 bis 1714 zu den Spanischen Niederlanden gehörte, verarmte. Der wirtschaftliche Niedergang in Frankreich infolge der Hugenottenkriege wirkte sich auch in Flandern aus und trugen zum weiteren Verfall des Brügger Handels bei. Daran änderte auch das 1666 erteilte Fischereiprivileg für Brügge, das die Stadt seither genießt, nichts. Auch nachdem Brügge 1714 den Österreichischen Niederlanden zugeordnet wurde, herrschte in der Stadt wirtschaftlicher Stillstand. Während des Ersten Koalitionskrieges besetzten französische Truppen 1794 Brügge. Französische Soldaten plünderten die Stadt und zerstörten zahlreiche Gebäude, darunter die Abtei Zevenkerken. 1795 annektierte Frankreich Brügge und machte die Stadt zum Sitz des Départements Lys. Durch die Befreiungskriege endete 1814 die französische Besetzung. Gemäß der Schlussakte des Wiener Kongresses fiel Flandern und damit Brügge 1815 an das Königreich der Vereinigten Niederlande.

### Neuzeit (ab 1830)
Nach 1830 wurde Flandern und damit Brügge ein Teil des neuen Königreichs Belgien. An der im 19. Jahrhundert aufkommenden Industrialisierung hatte die Stadt praktisch keinen Anteil. Erst gegen Ende des 19. Jahrhunderts erhielt Brügge einige Aufmerksamkeit als Kulturstadt, als der Schriftsteller Georges Rodenbach die Stadt in seinem Roman Bruges la Morte beschrieb. Als 1907 ein Anschluss an den Seehafen Zeebrügge geschaffen wurde, erhielt Brügge neue wirtschaftliche Perspektiven. Seit 1949 beherbergt Brügge das Europakolleg (College of Europe) als renommierte Europa-Hochschule, 1960 wurde die Stadt mit dem Europapreis für ihre hervorragenden Bemühungen um den europäischen Integrationsgedanken ausgezeichnet. Heute profitiert Brügge von dem jahrhundertelangen Stillstand, da der mittelalterliche Stadtkern unverbaut erhalten geblieben ist und die Grundlage für den Tourismus bildet.

## Kultur und Sehenswürdigkeiten

### Heilig-Blut-Prozession

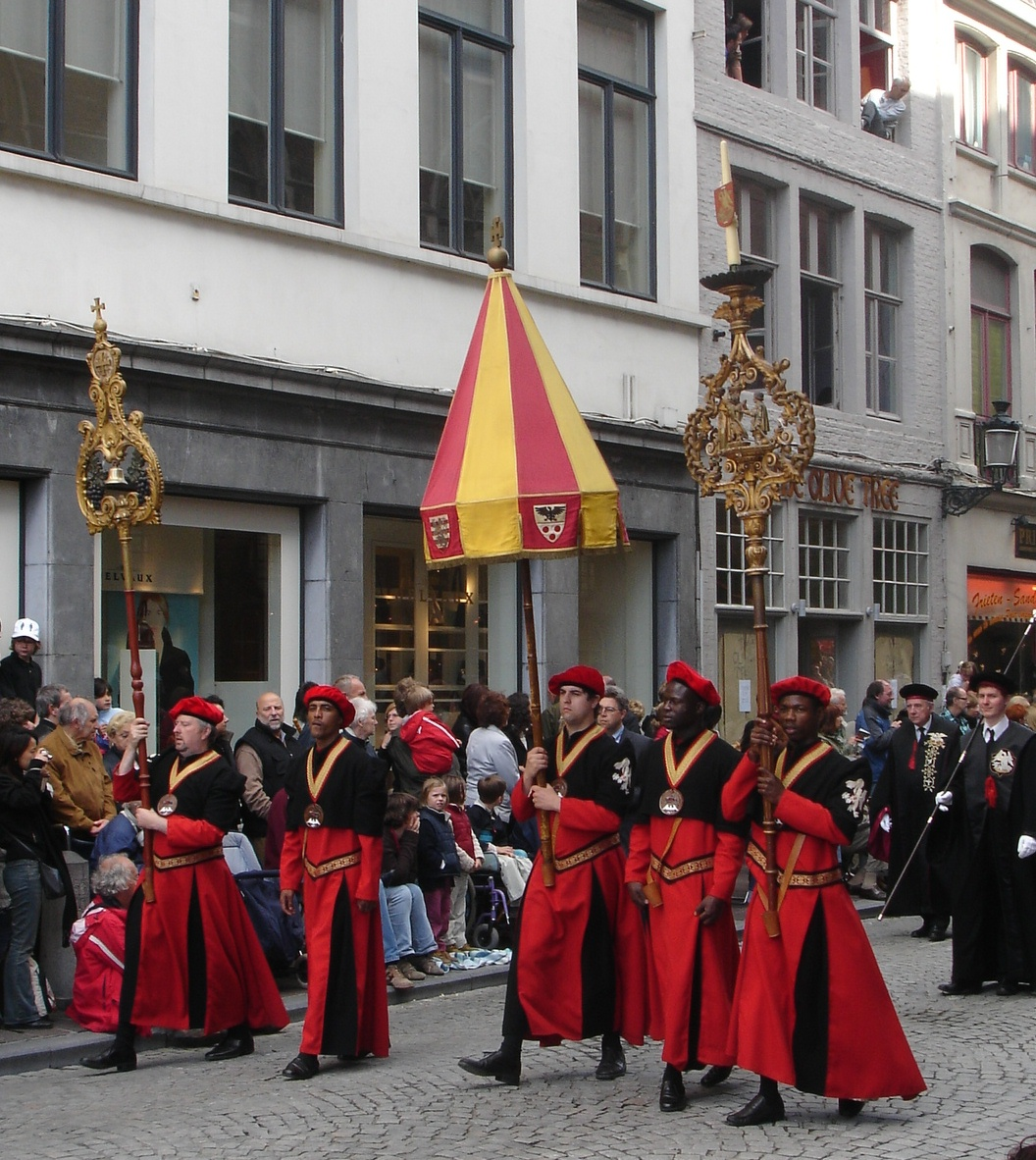
Heilig-Blut-Prozession in Brügge; dabei werden auch Tintinnabulum und Padiglione durch die Stadt getragen.

In der Heilig-Blut-Basilika im Zentrum von Brügge wird die von den Katholiken als einer der bedeutendsten Reliquien Europas verehrte »Ampulle mit dem Blut Christi« aufbewahrt. Die Reliquie wird seit 1291 immer zu Christi Himmelfahrt während der Heilig-Blut-Prozession durch die Stadt getragen. Der aus Brügge stammende Graf und Kreuzritter Dietrich von Elsass soll die Reliquie für tapfere Taten während des Zweiten Kreuzzuges in Jerusalem erhalten haben. 2009 wurde die Heilig-Blut-Prozession in die Repräsentative Liste des immateriellen Kulturerbes der Menschheit der UNESCO aufgenommen.

### Festival alter Musik
Seit 1964 findet jedes Jahr Anfang August das Festival Musica Antiqua Brugge (heute MAFestival als Abkürzung von Musica Antiqua Festival, auch Festival van Vlaanderen Brugge genannt), eines der wichtigsten Alte-Musik-Festivals, statt.

### Sehenswürdigkeiten

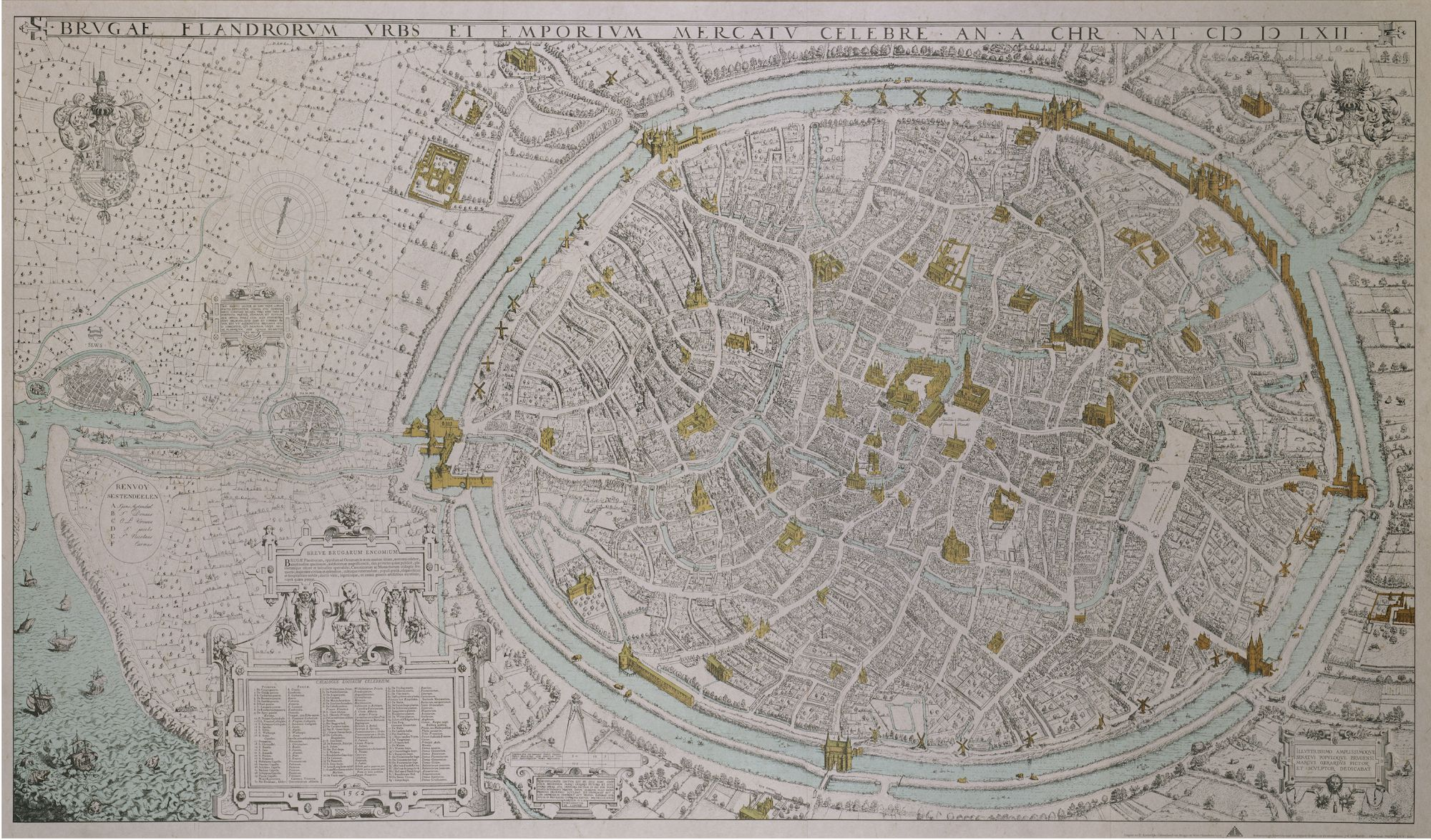
Stadtplan von Marcus Gerards (1562)

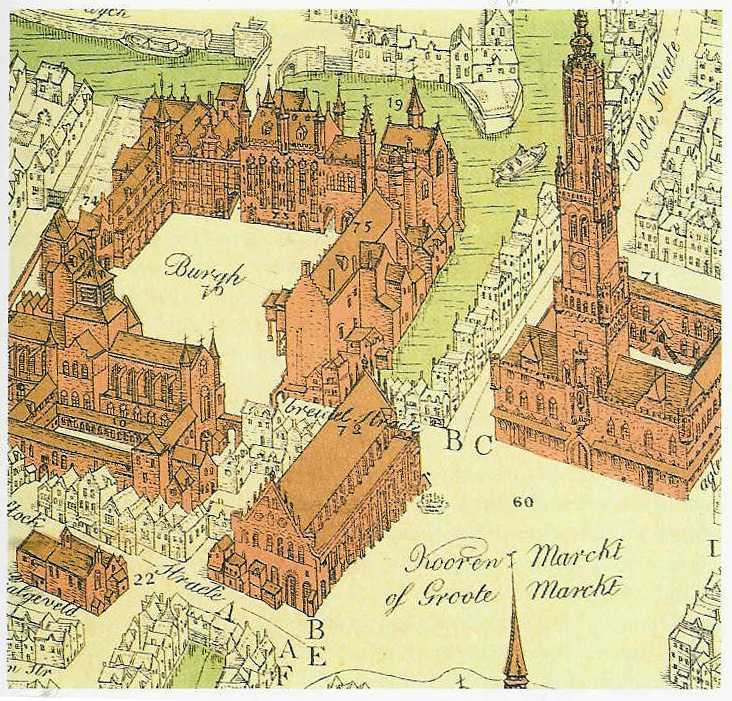
Zentrum von Brügge (1562); an der Burg gelegen: Heilig-Blut-Basilika und Rathaus; am Grote Markt gelegen: Belfried und Waterhalle

Die Altstadt von Brügge – eines der besterhaltenen historischen Stadtzentren Europas – blieb in beiden Weltkriegen von Zerstörungen verschont und ist daher bis heute außerordentlich reich an originaler historischer Bausubstanz, insbesondere der Backsteingotik. Allerdings wurden zahlreiche Gebäude im 19. Jahrhundert neugotisch verändert. Im Folgenden wird eine Reihe der bemerkenswertesten Sehenswürdigkeiten und Bauten der Stadt vorgestellt.
- Grote Markt – Der zentrale große Markt Brügges war im Mittelalter noch mit dem Schiff erreichbar.[30] An der Ostseite des Marktes konnten Waren, vor allem Stoffe in der Waterhalle genannten großen Tuchhalle im Trockenen gelagert und gehandelt werden. Diese Waterhalle wurde ab 1294 erbaut und 1787 abgerissen. In ihrer Stelle befinden sich seitdem der Provinciaal Hof, die Post und das  als Gouverneursresidenz geplante Gebäude.
- Brügger Belfried – Der Belfried ist 83 m hoch und in die Hallen am zentralen Marktplatz von Brügge (Grote Markt) integriert.[33] Er wurde ebenso wie diese im 13. und 14. Jahrhundert erbaut.[33] Im Spätmittelalter demonstrierte der alle Bauwerke der Stadt überragende Turm die Macht des selbstbewussten reichen Bürgertums und diente als Brandwache.[33] Noch immer (Stand Ende der 2010er-Jahre) darf ihn kein Neubau überragen.[33]

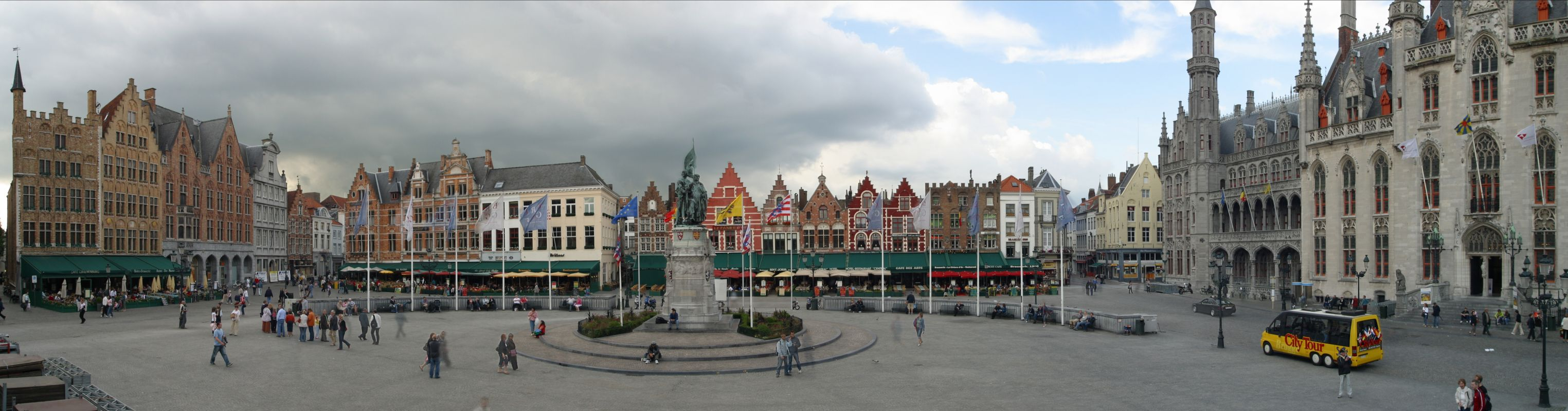
Grote Markt
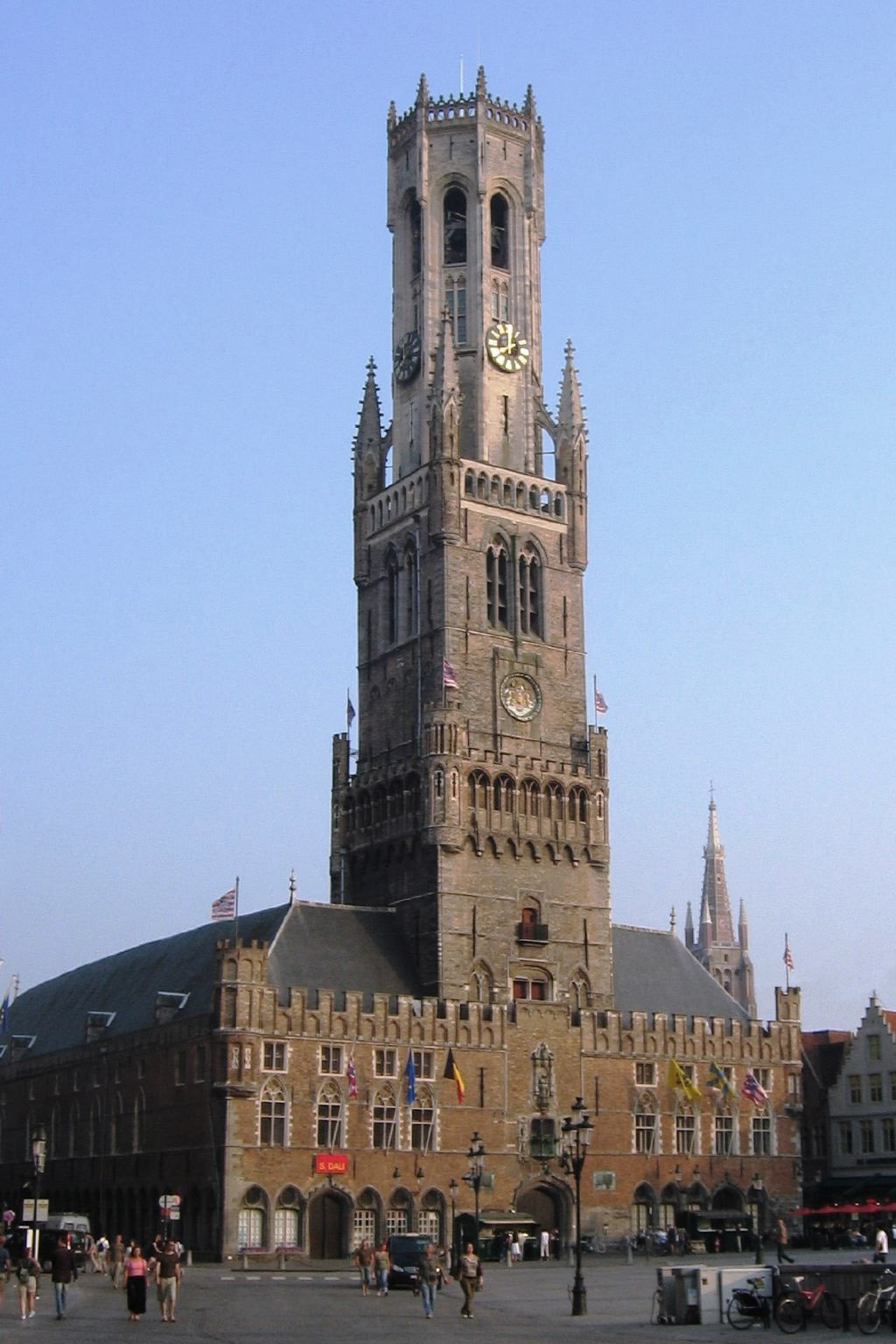
Belfried
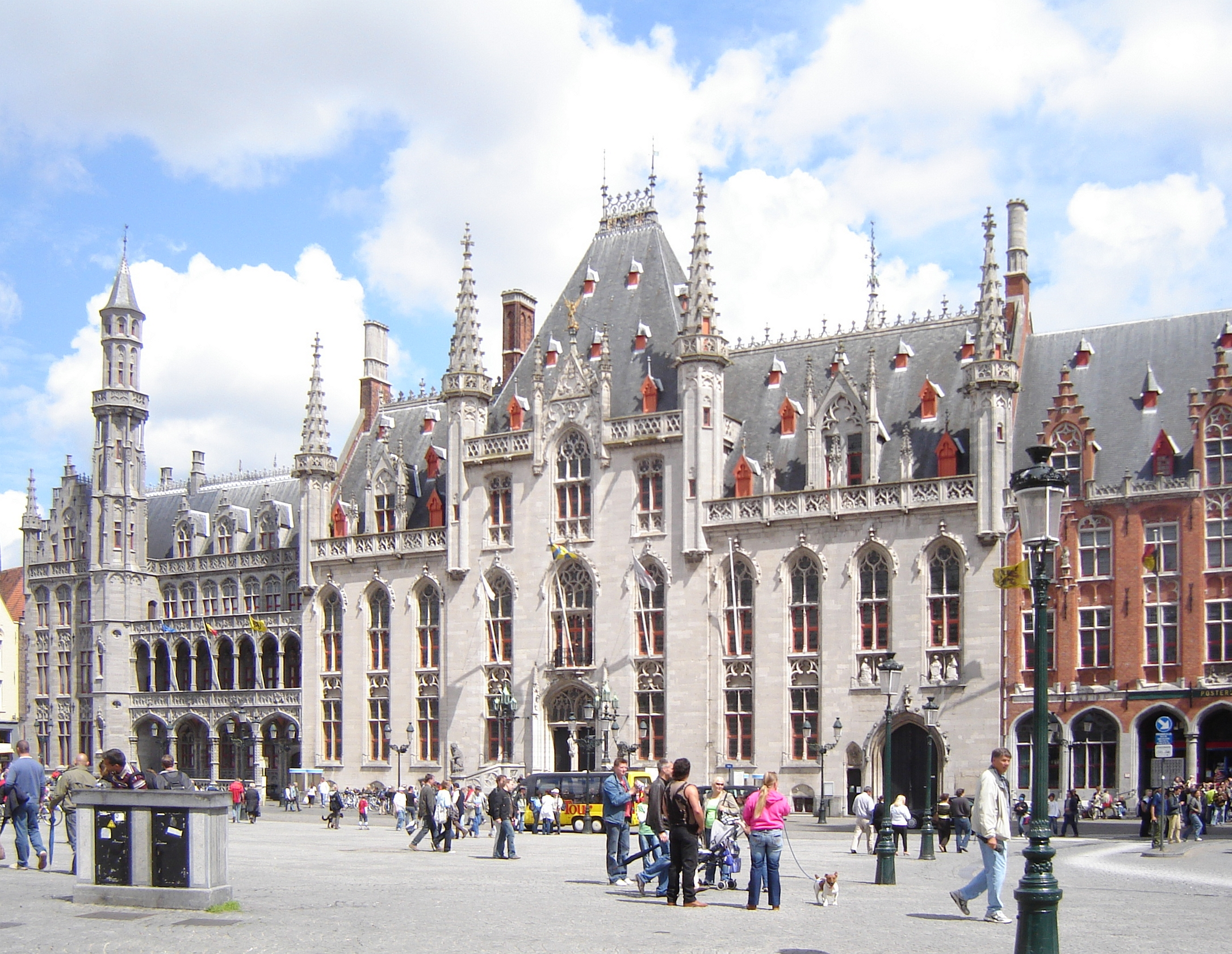
Provinciaal Hof

- Heilig-Blut-Basilika – Die Doppelkirche ist das älteste Gebäude am Burgplatz (auf Niederländisch: De Burg). Der Sakralbau besteht neben der Basiliuskapelle als Unterkirche aus einer Oberkirche und ist Aufbewahrungsort einer der bedeutendsten Reliquien Europas – einer Ampulle mit dem Blut Christi.
- Rathaus – Das Rathaus wurde im späten 14. Jahrhundert erbaut und ist seither Verwaltungssitz der Stadt Brügge.
- Provinciaal Hof – Das Gebäude wurde im Stil der Neogotik erbaut, nachdem der klassizistische Vorgängerbau am 20. Februar 1878 abgebrannt war. Der Provinciaal Hof ist Regierungssitz der Provinz Westflandern.[30] Er vereinigt Anregungen aus den mittelalterlichen Rathäusern von Brügge und Brüssel.
- Rozenhoedkaai

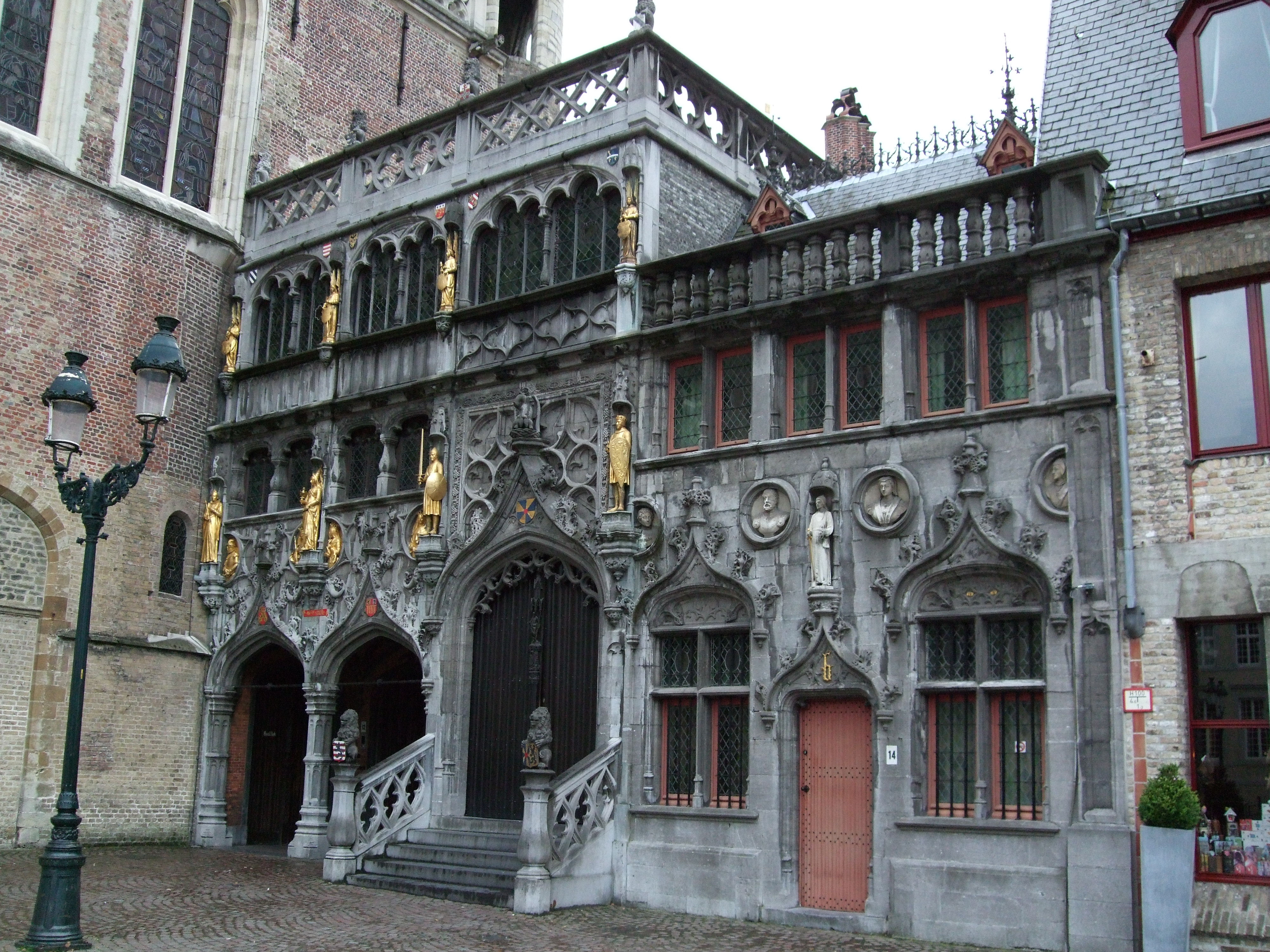
Heilig-Blut-Basilika rechter Teil
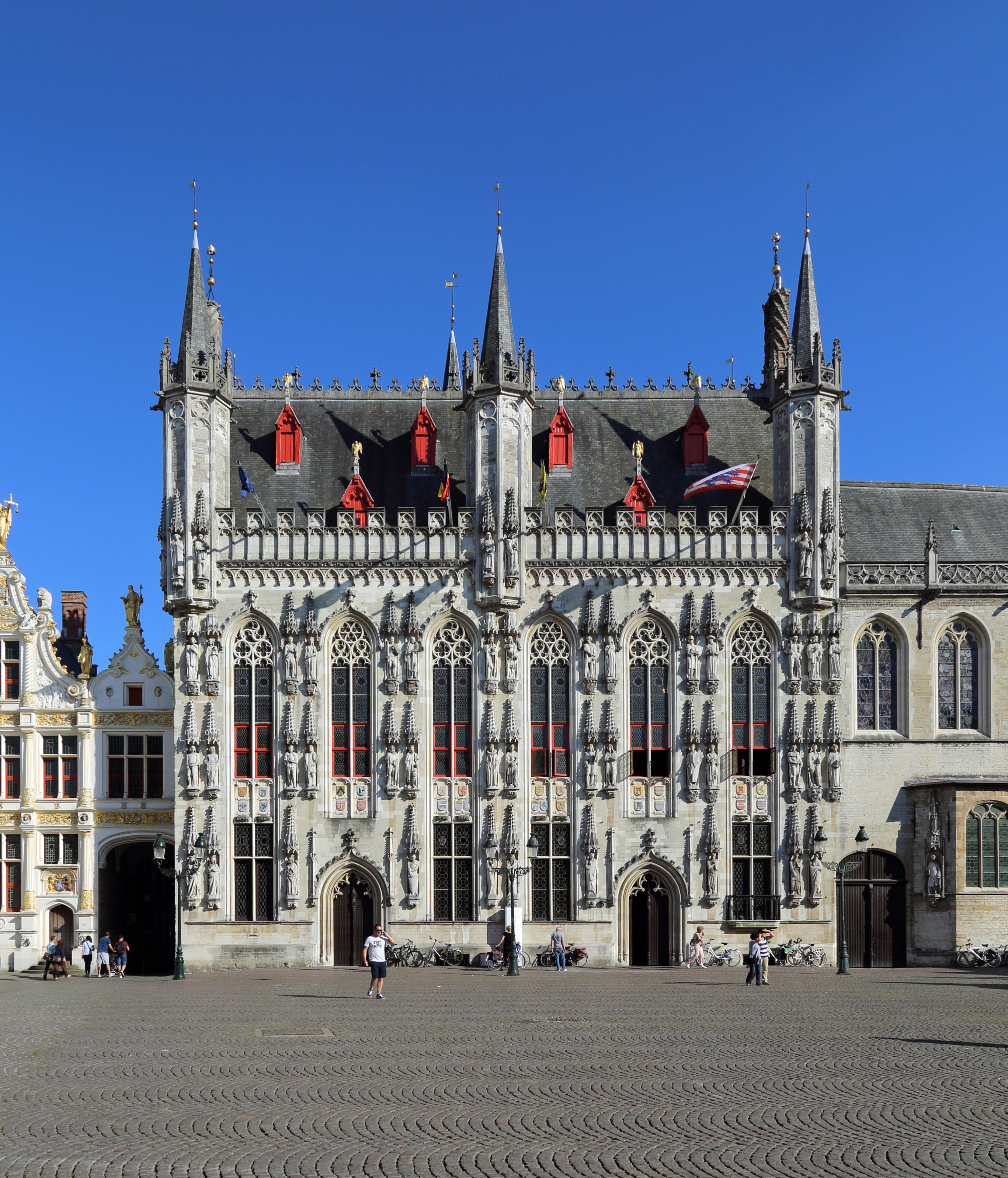
Rathaus
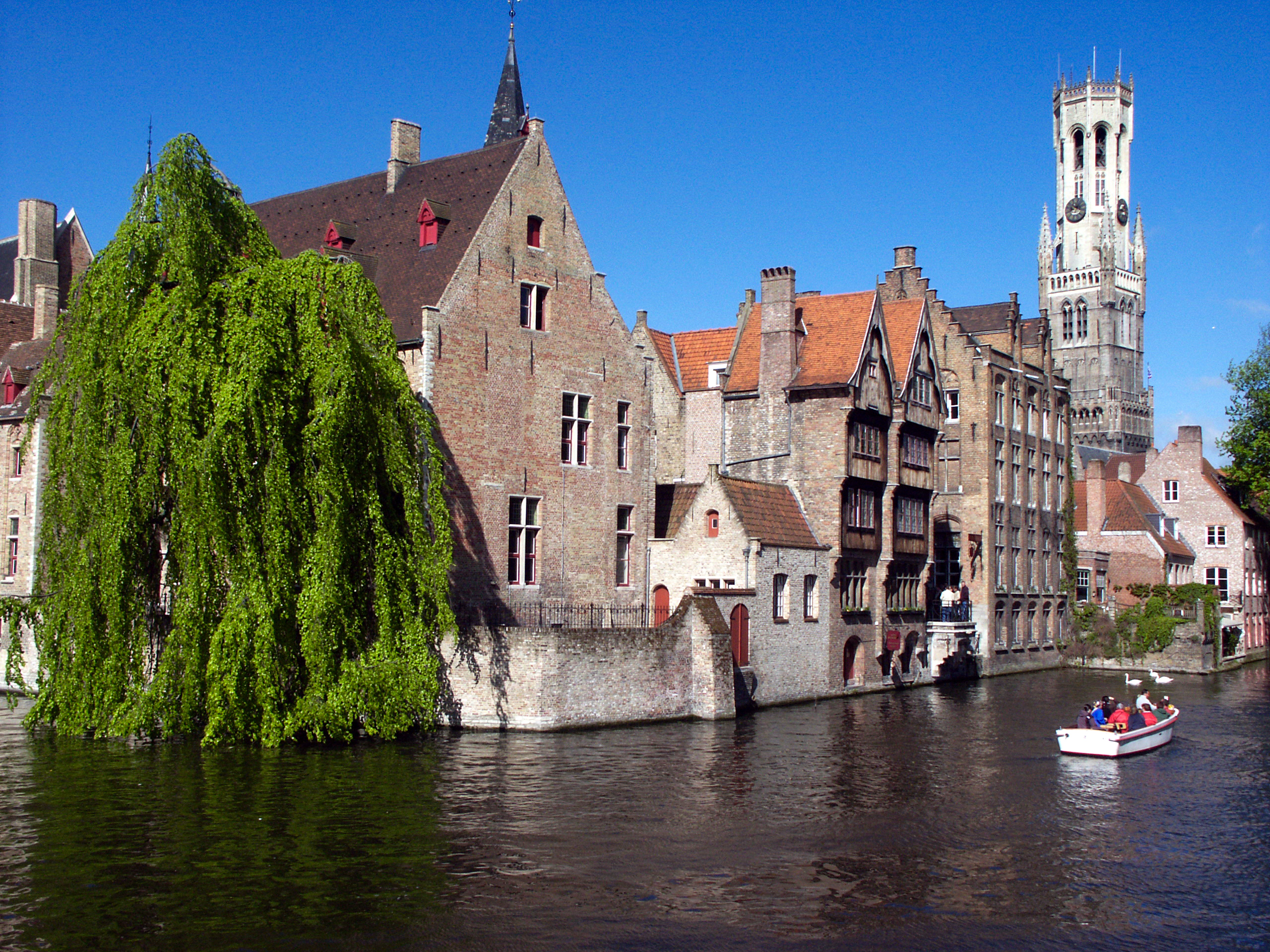
Rozenhoedkaai

- Minnewater, See im Zentrum von Brügge und Teil der mittelalterlichen Festungsanlage
- St.-Salvator-Kathedrale – Die dreischiffige Basilika wurde romanisch in Tuffstein begonnen, ist aber überwiegend ein gotischer Backsteinbau. Sie ist die Bischofskirche des römisch-katholischen Bistums Brügge seit dessen Wiederbegründung 1834.
- Liebfrauenkirche, ganz ein Werk der Backsteingotik, Ruhestätte von Karl dem Kühnen und seiner Tochter Maria. Zur Ausstattung gehört die Brügger Madonna von Michelangelo
- Beginenhof Brügge – Der Beginenhof ist einer der noch erhaltenen 26 flämischen Beginenhöfe. Er liegt im alten Stadtzentrum am Minnewater und gehört zum UNESCO-Weltkulturerbe.
- St. Walburga (Brügge) – ein Beispiel für den Jesuitenbarock der ersten Hälfte des 17. Jahrhunderts
- St. Gillis (Brügge) – nordwärts gelegene kleine Hallenkirche der Backsteingotik
- Kloster der Schwestern des heiligen Vinzenz von Paul, neogotische Klosteranlage aus der Zeit ab 1851
- Sint-Pieterskapel, Doppelkapelle, im Kern aus dem 11. Jahrhundert

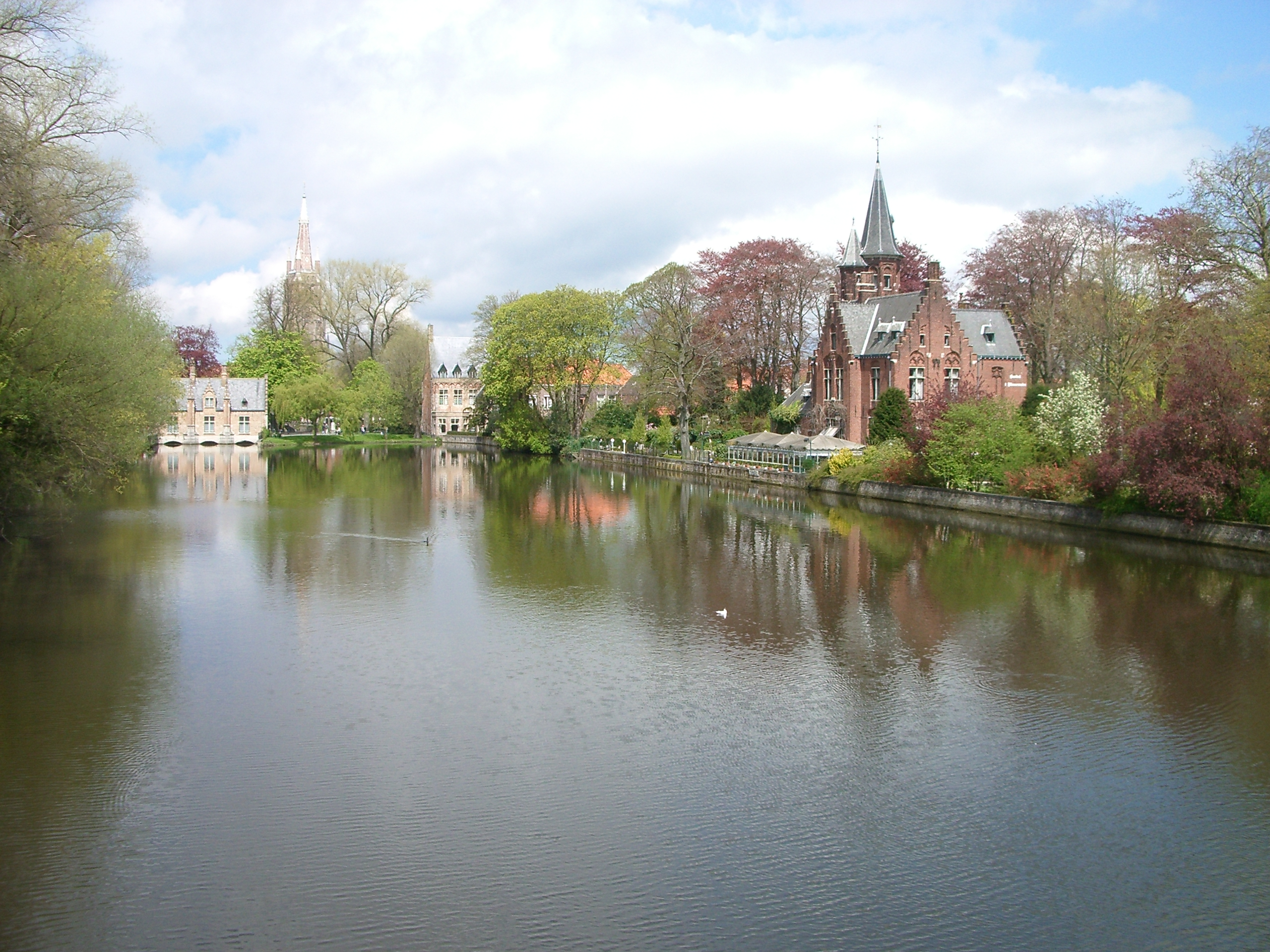
Minnewaterpark
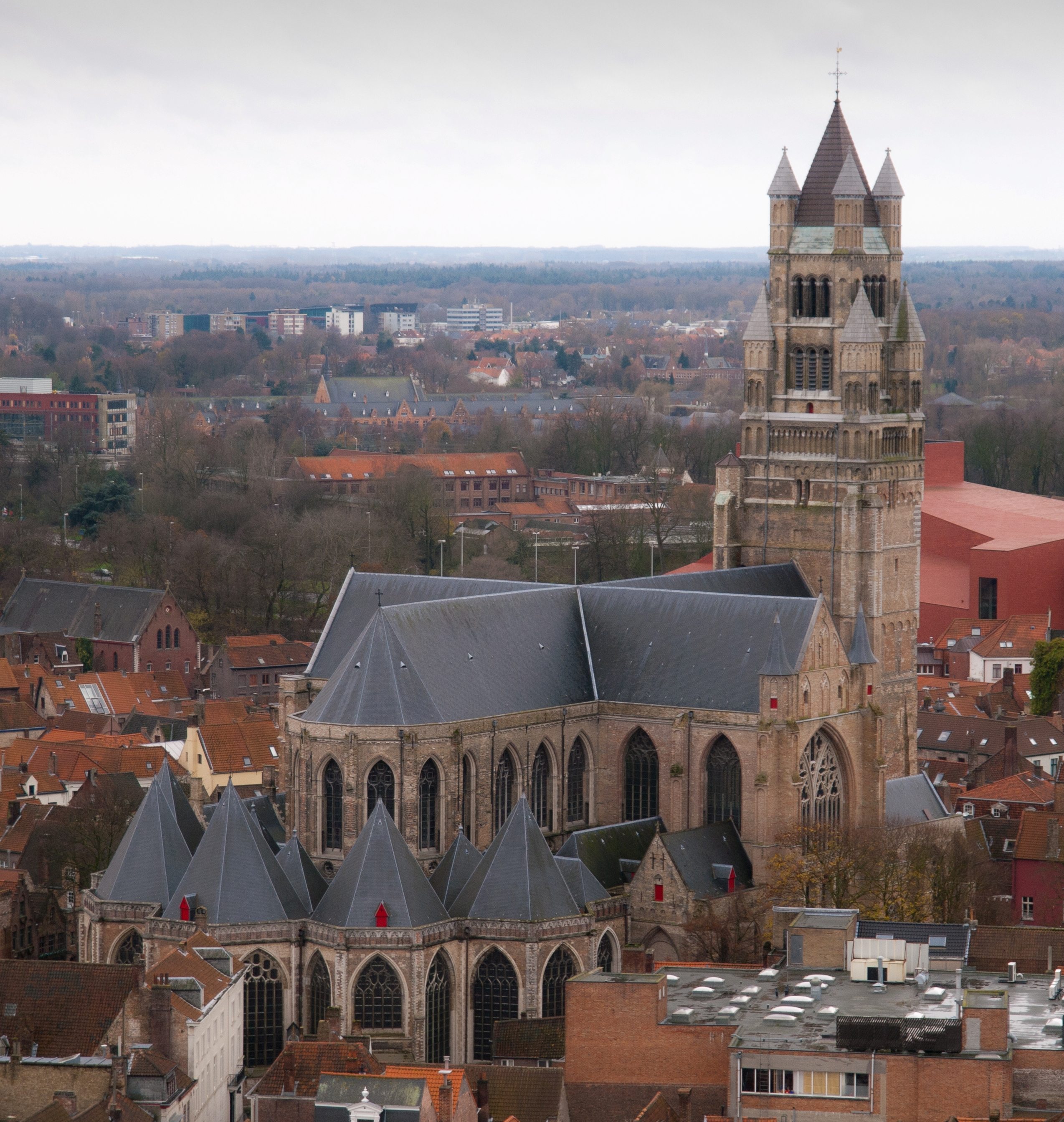
Kathedrale St. Salvator
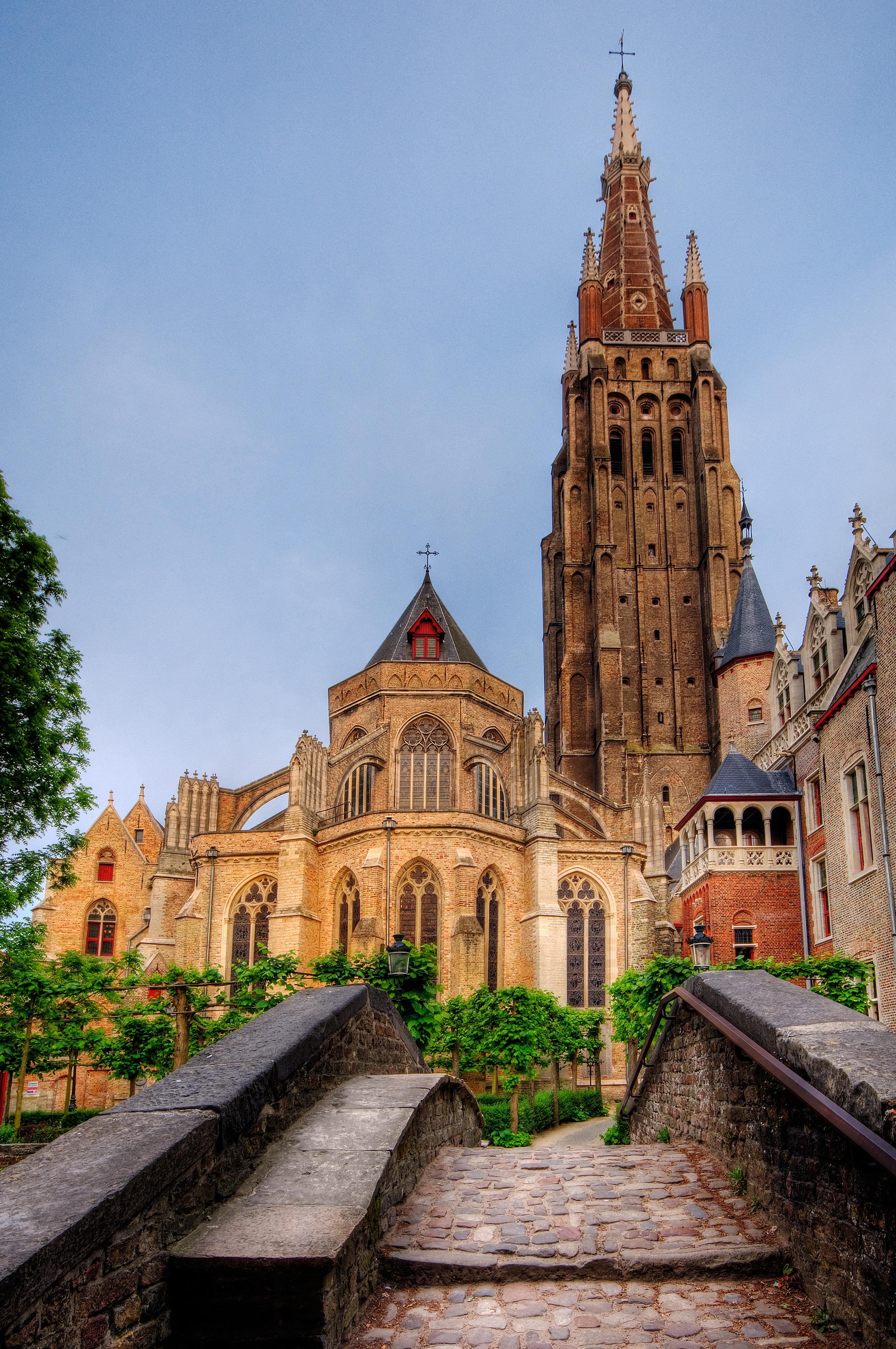
Liebfrauenkirche
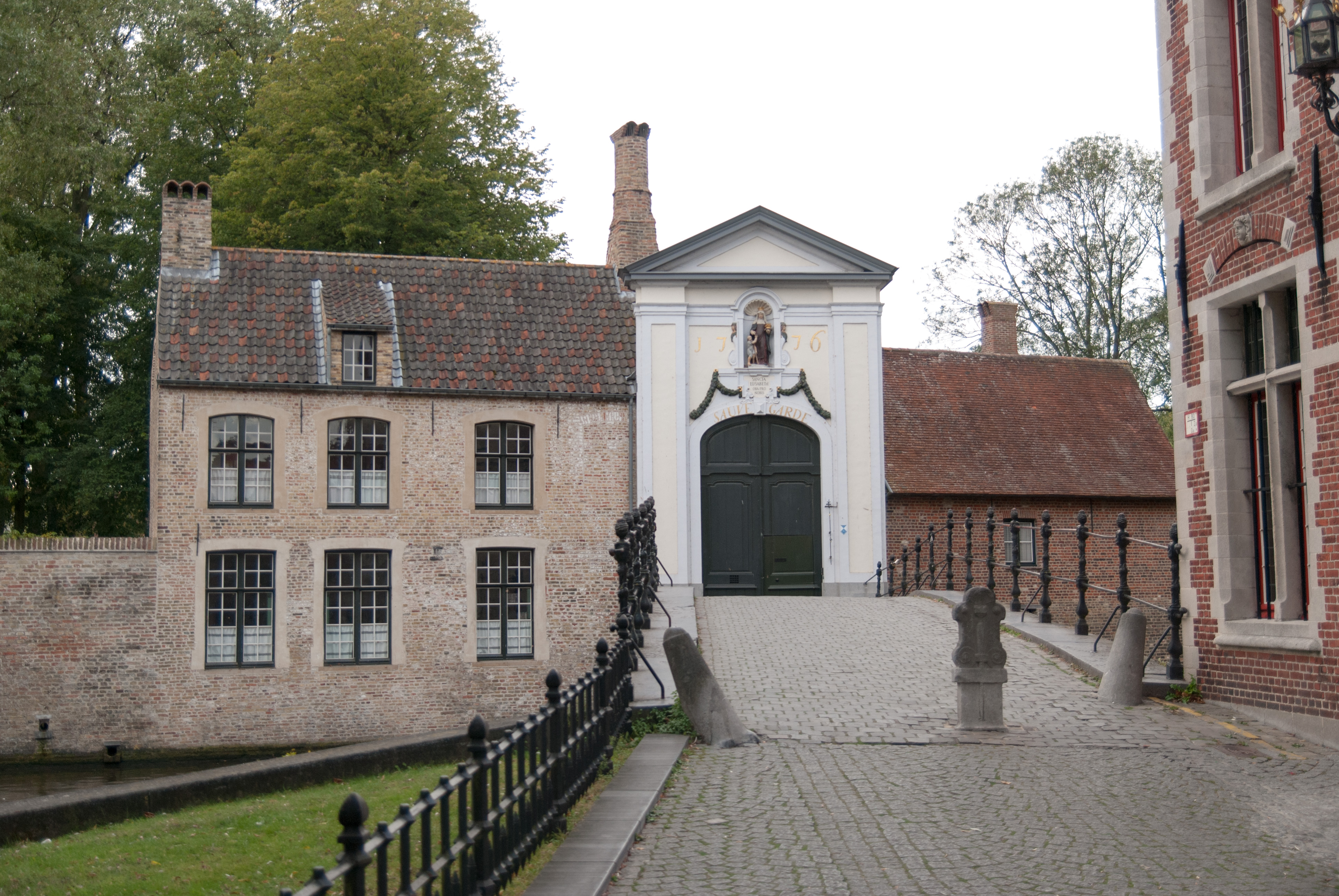
Eingang zum Beginenhof

- Poertoren (Pulverturm) – Der Rest des ehemaligen Brügger Wassertores, das von 1398 bis 1400 erbaut wurde, liegt am Liebessee, der direkt am Turm von der Minnewaterbrücke überspannt wird.
- Kartuizerinnenstraat 6 – Das neobarocke Gebäude am Kanal Dijver wurde 1903 gebaut und dient heute der kleinen Brauerei Bourgogne des Flandres als Betriebsstätte.
- Künstlerhaus Jules Dobbelaere – Das neobarocke Gebäude wurde 1905 für den Glaskünstler Jules Dobbelaere (1859–1916) gebaut.
- Wulfhagestraat 18, Neorenaissance-Villa von 1897 für den Industriellen Jean de Brouwer
- Gruuthusemuseum

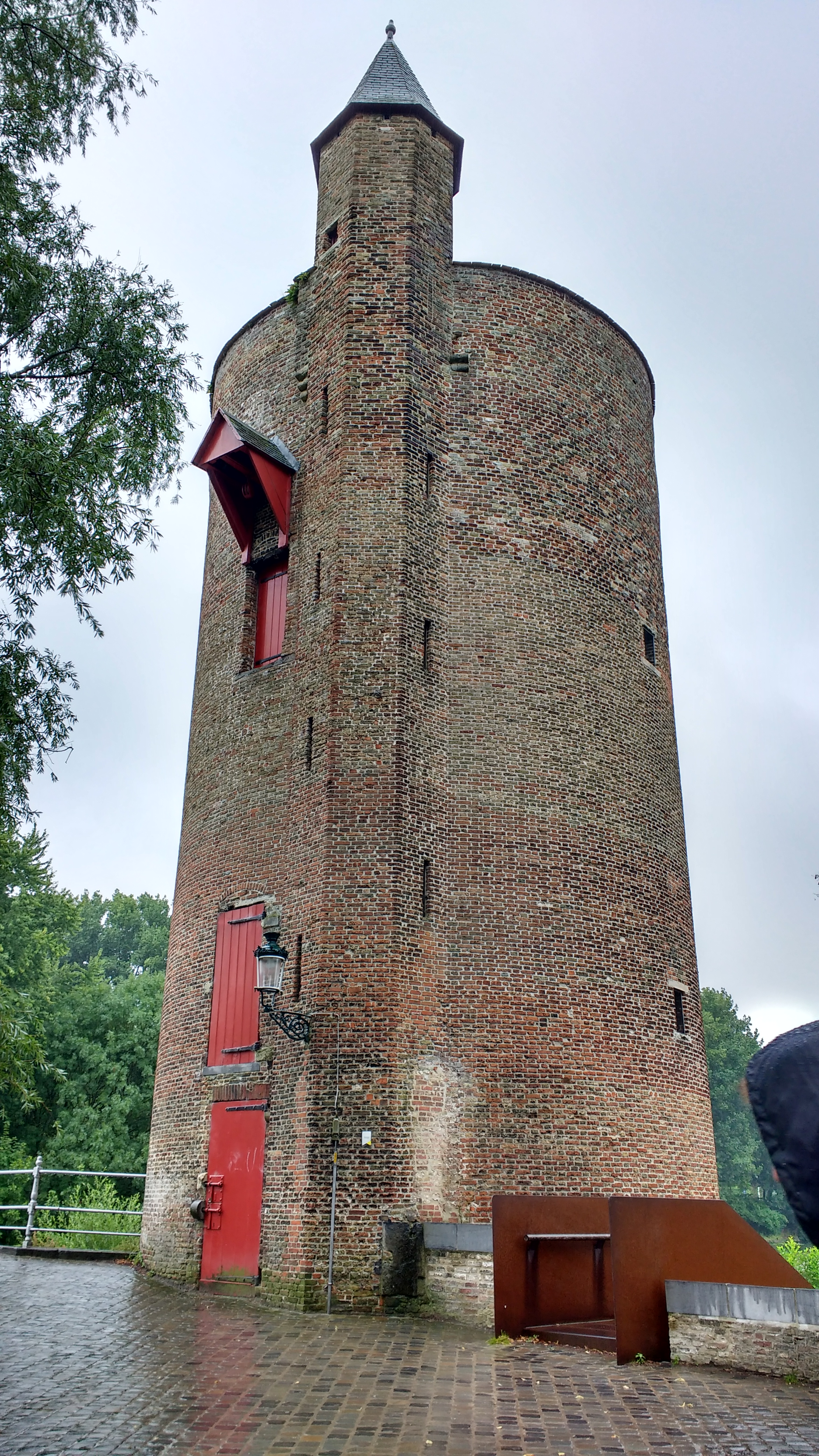
Schießpulverturm
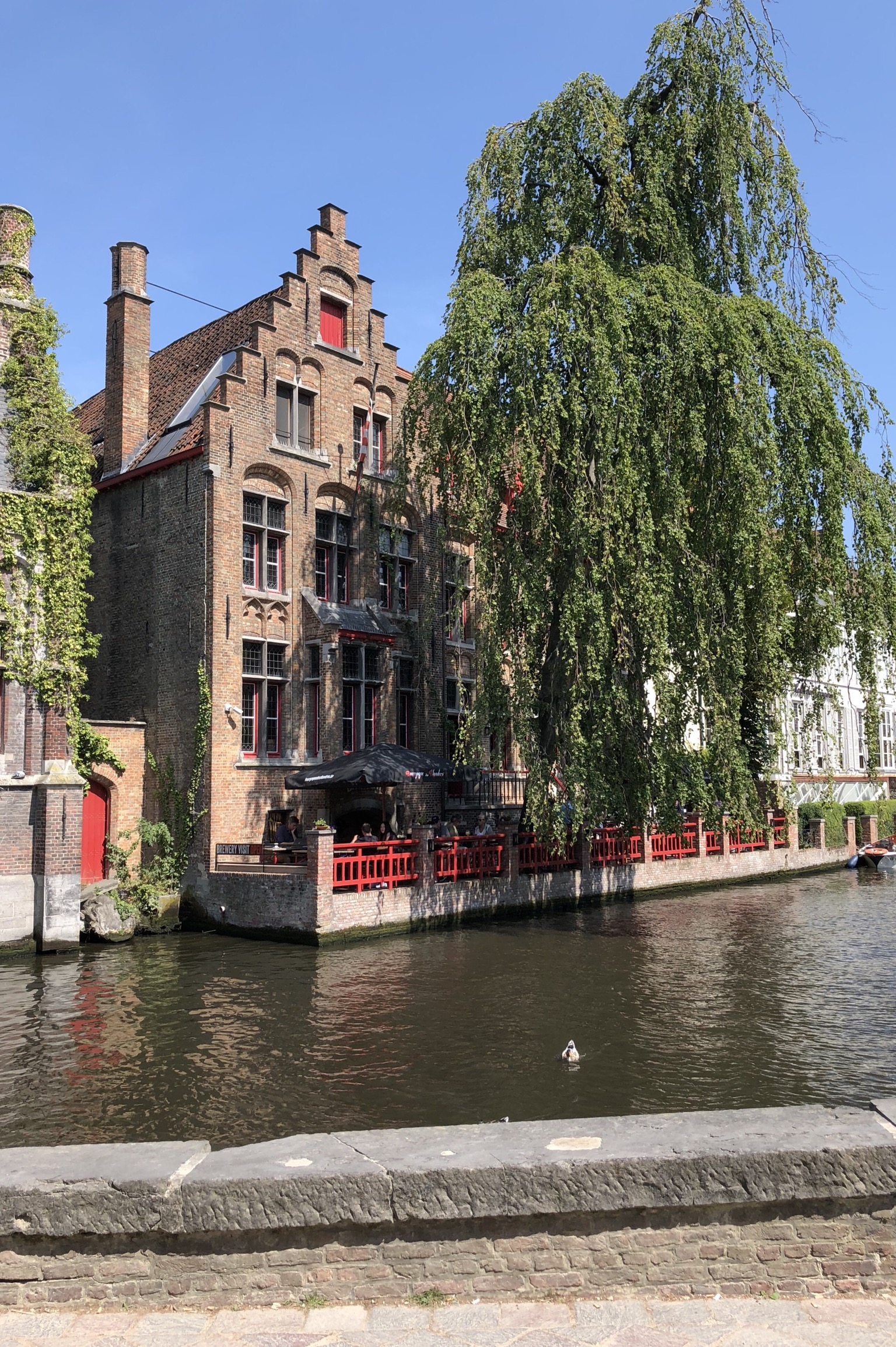
Kartuizerinnenstraat 6
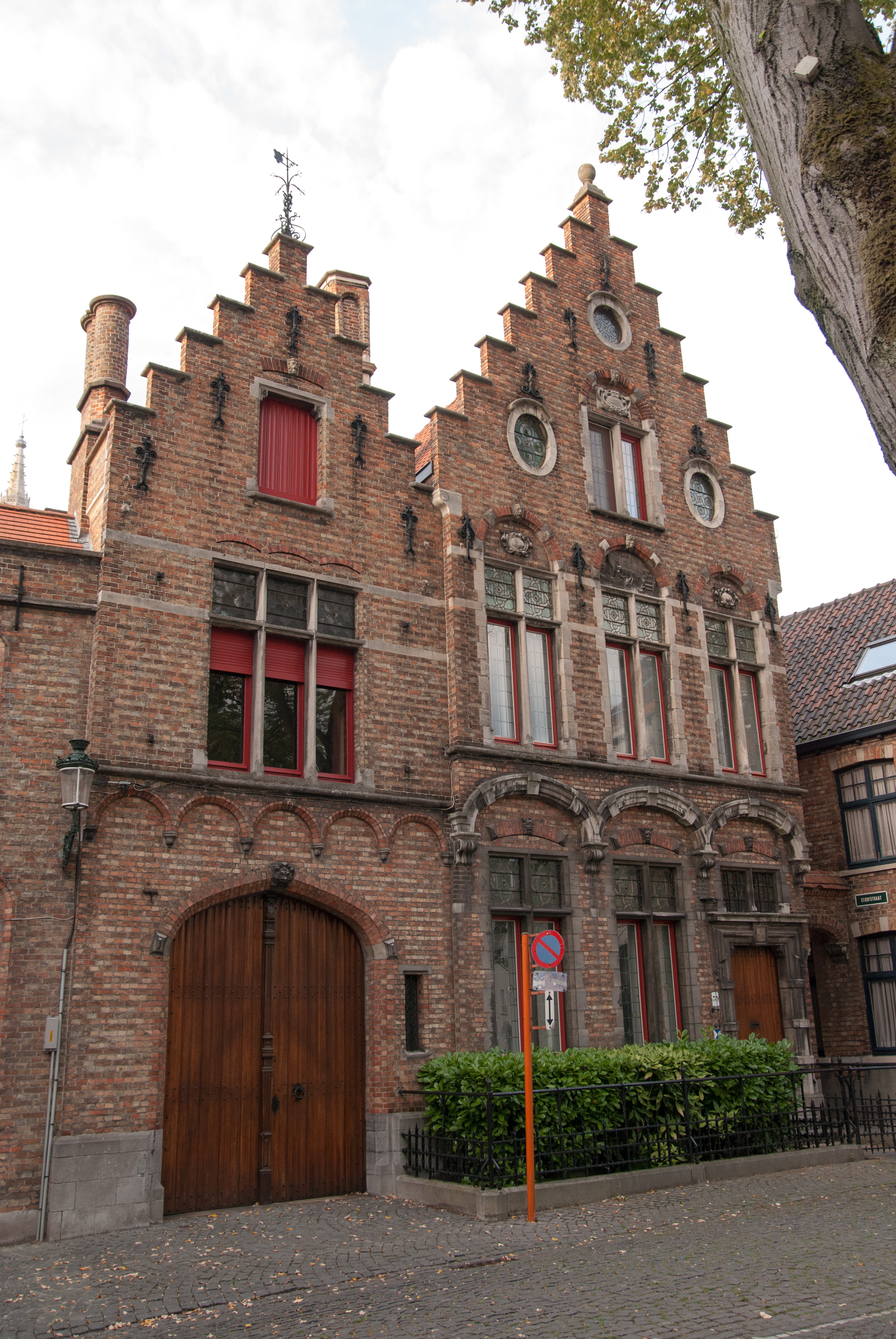
Künstlerhaus J. Dobbelaere
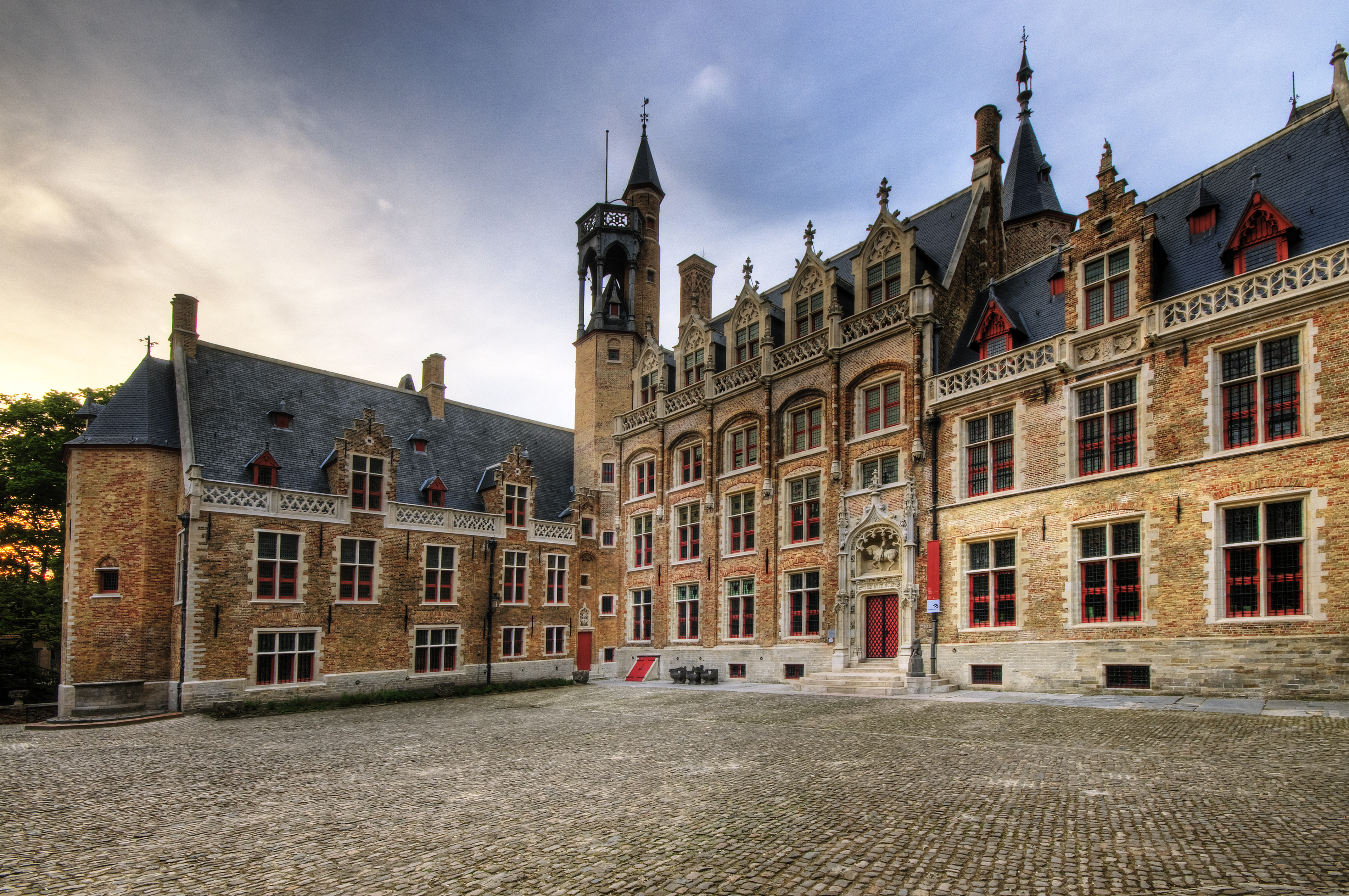
Gruuthusemuseum

- Stadttore: Gentpoort. Kruispoort, Smedenpoort und Ezelpoort

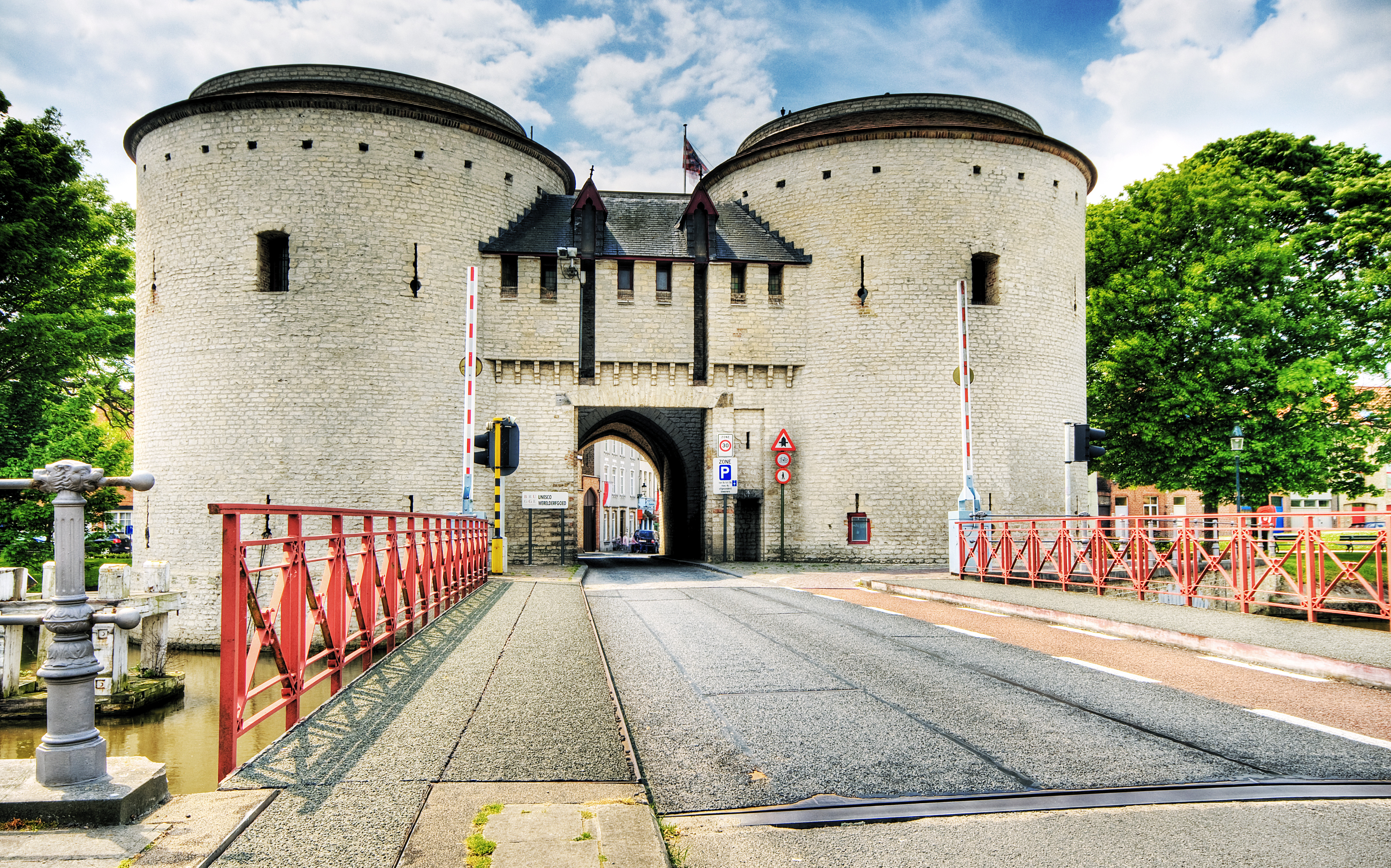
Kruispoort
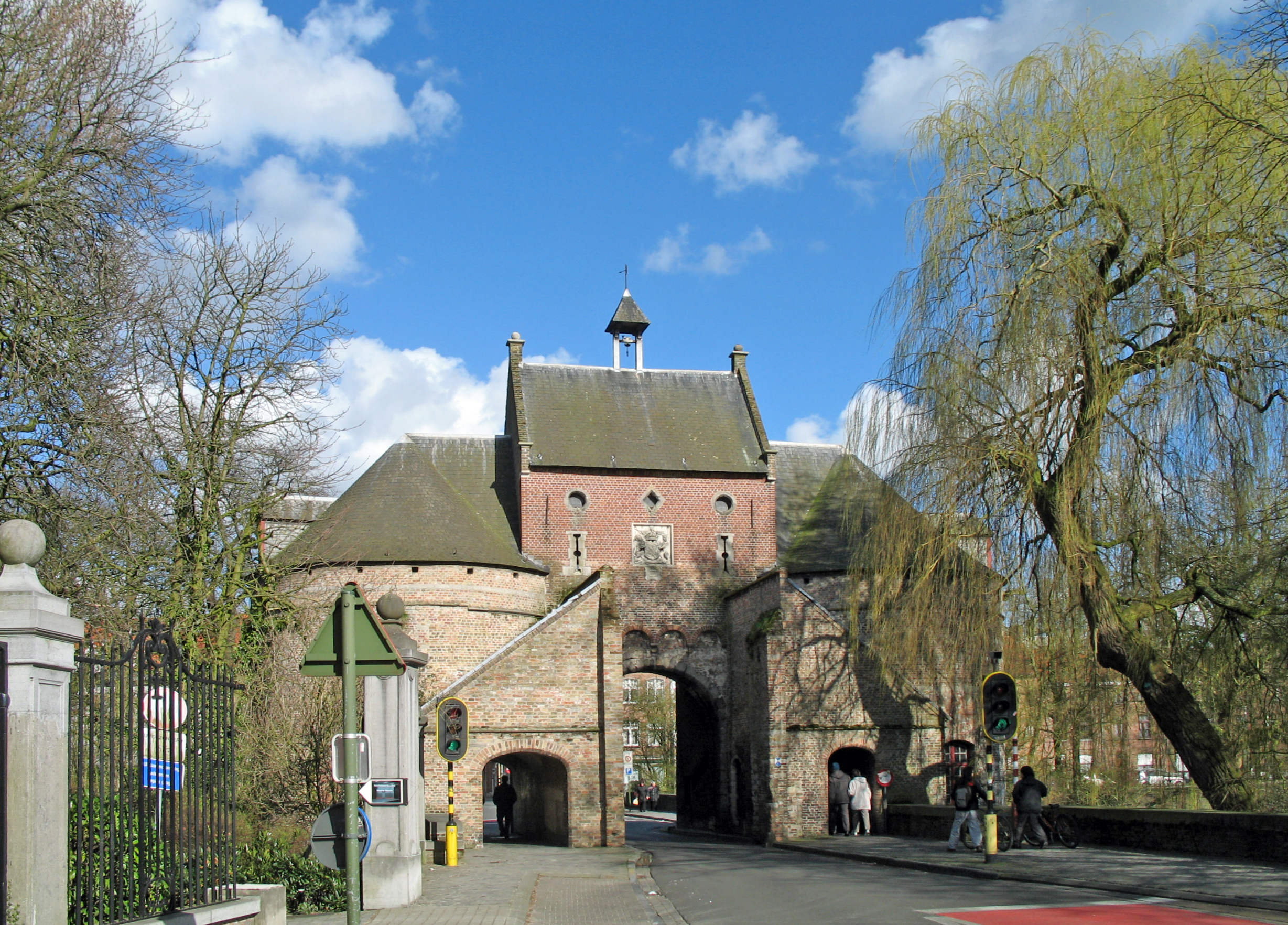
Smedenpoort
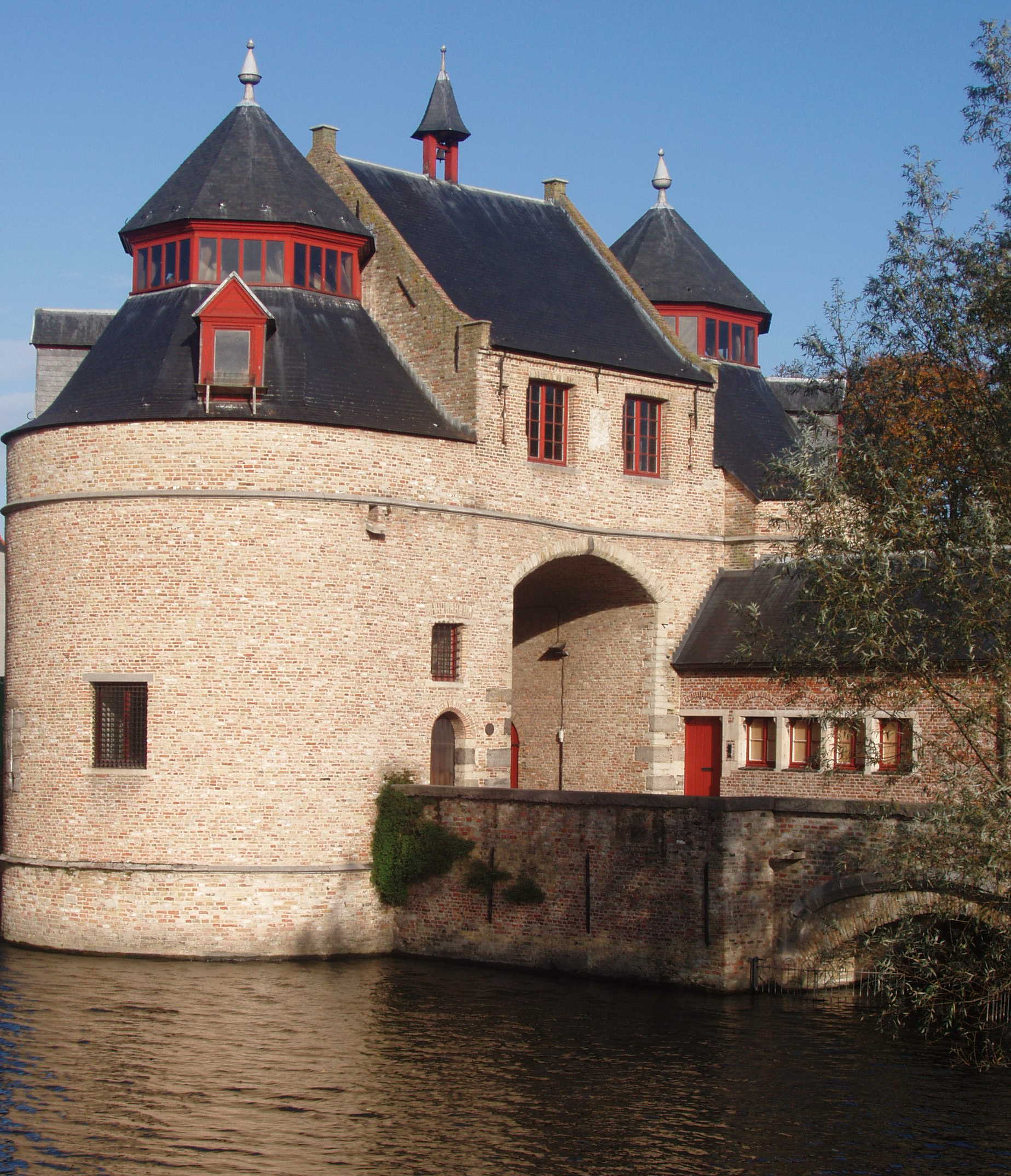
Ezelpoort
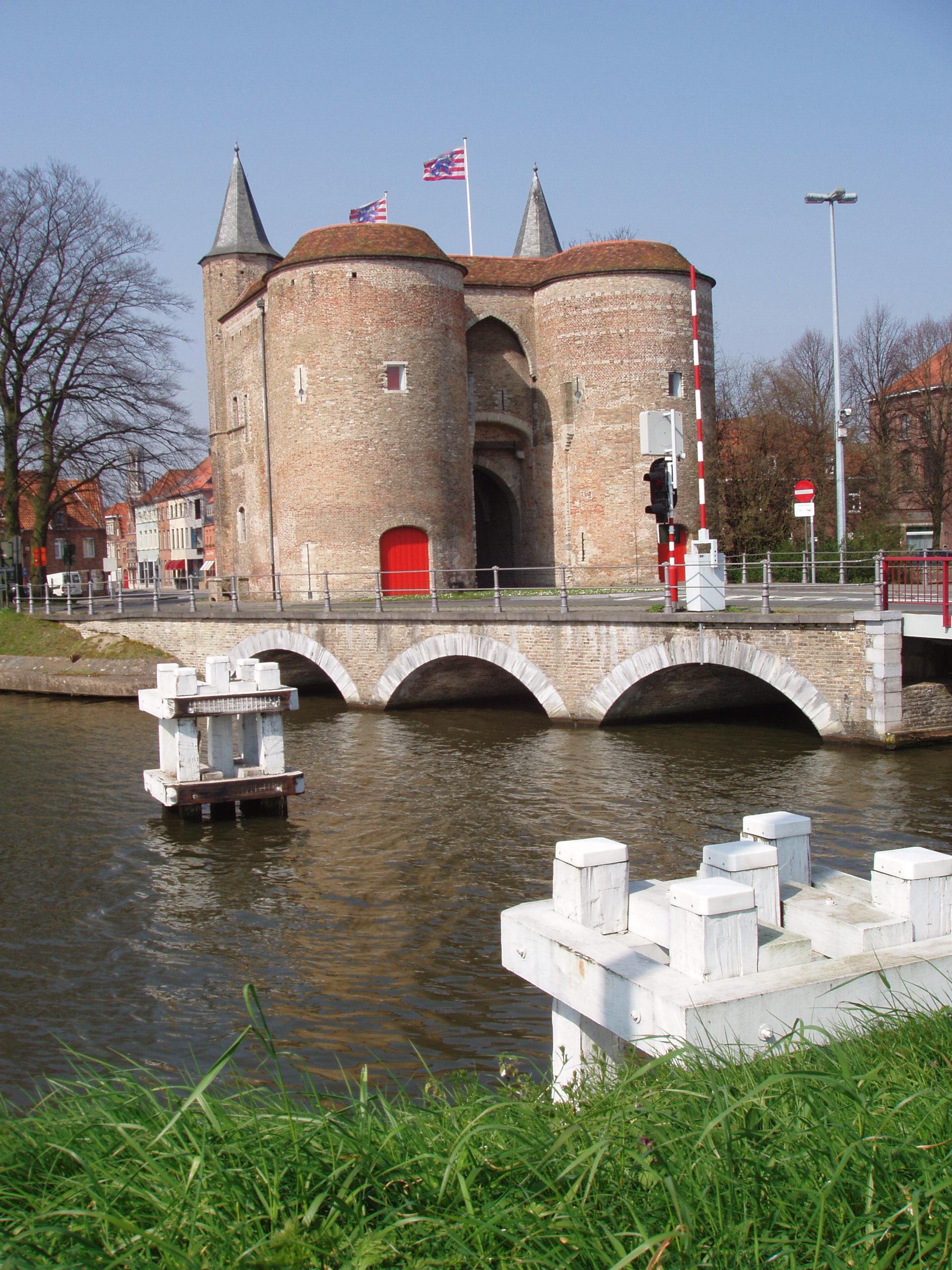
Gentpoort

- Brügger Reien – Brügges Kanäle trugen anfangs die Bezeichnung nach dem Fluss Reie, der früher die Stadt durchfloss. Dessen Name wurde vom keltischen Wort Rogia für Heiliges Wasser abgeleitet; die Kelten sahen Flüsse und Brunnen als göttliche Wesen an. Wegen der vielen Kanäle und Bogenbrücken wird Brügge auch Venedig des Nordens genannt.
- Nepomukbrücke – Die Brücke aus dem 14. Jahrhundert liegt in der Brügger Altstadt und überbrückt den Kanal Dijver. Sie krönt eine Statue des Heiligen Nepomuk, der als Brückenheiliger gilt und der Brücke ihren Namen gab.
- Fischmarkt, regelmäßig stattfindender Markt in einer klassizistischen Marktkolonnade von 1820/21
- Poortersloge, Versammlungsgebäude aus dem frühen 15. Jahrhundert
- Altes Sankt-Jans-Hospital (Oud Sint-Janshospitaal) – Das frühere Hospital – wurde in der zweiten Hälfte des 12. Jahrhunderts gegründet. Seit 1188 wurden hier Pilger, Reisende und Kranke von Nonnen versorgt.[30] Im Sankt-Jans befindet sich neben dem Hospitalmuseum auch das Memlingmuseum (Memling in Sint-Jan).
- Windmühlen am Kruispoort – Im Mittelalter war Brügge faktisch eine von Wällen und Wassergräben umgebene Festung. Die Stadt war nur durch befestigte Stadttore zugänglich. Auf einem der Wälle, nahe dem Stadttor Kruispoort, sind vier der einst 20 Windmühlen erhalten.[34] Zwei dieser Windmühlen sind noch voll funktionsfähig.[34]

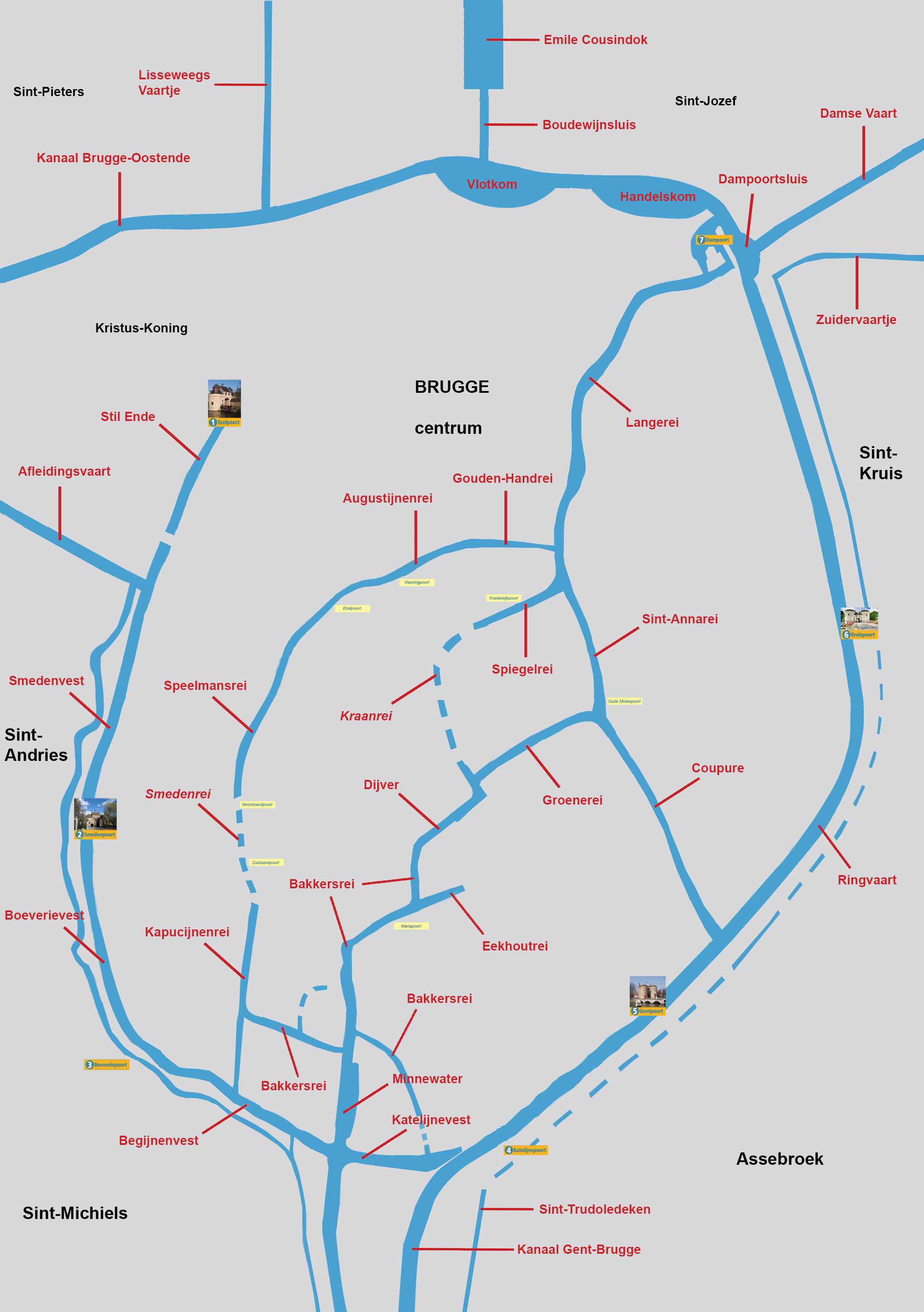
Lage der Brügger Reien
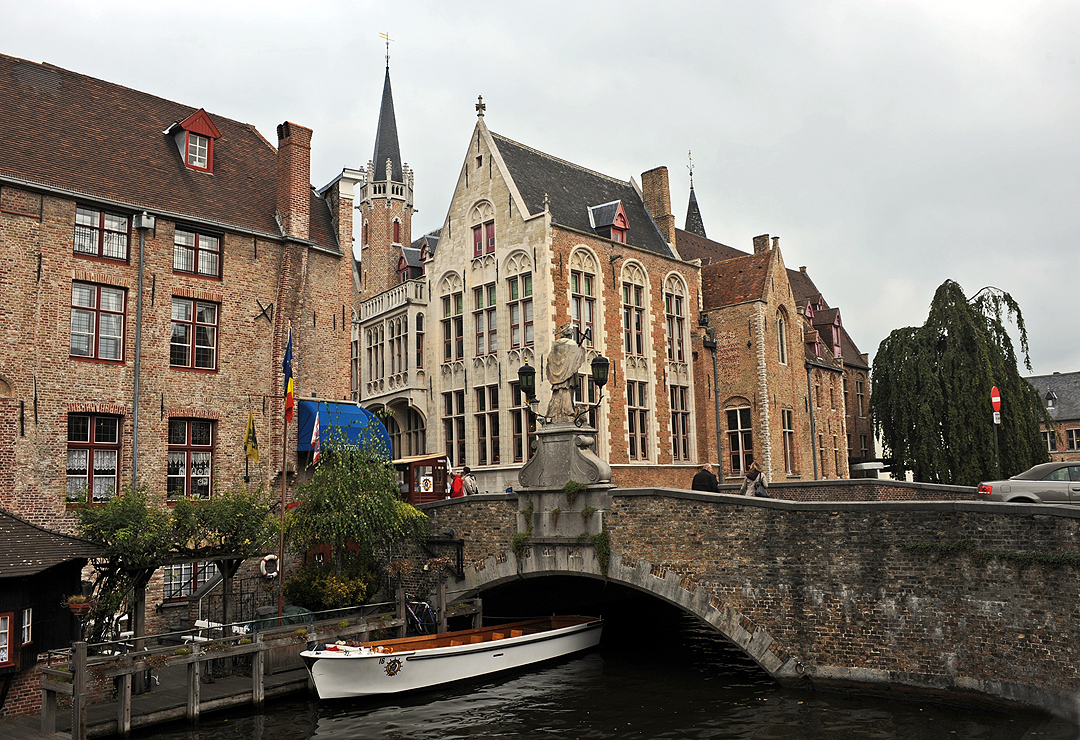
Nepomukbrücke
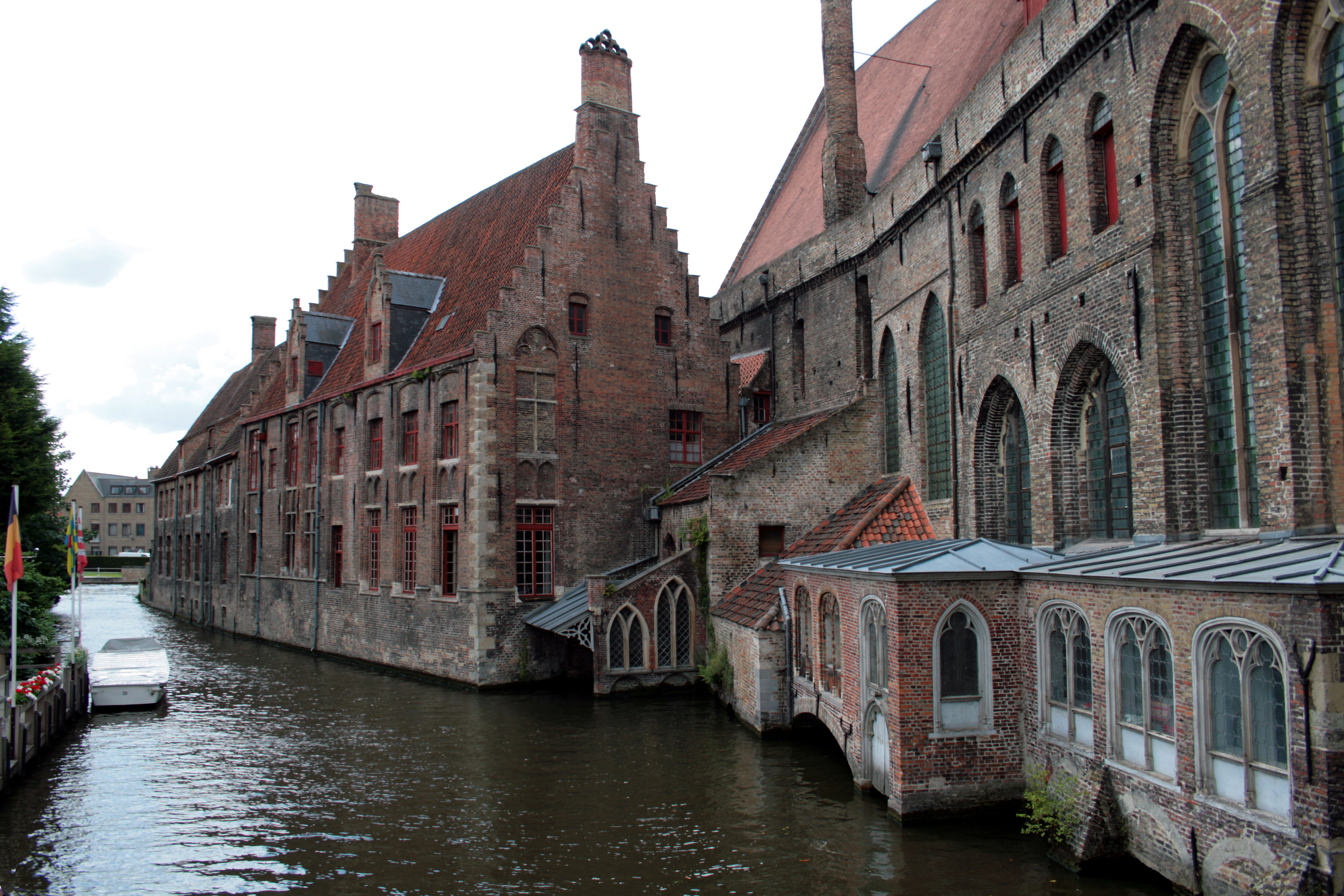
Altes Sankt-Jans-Hospital
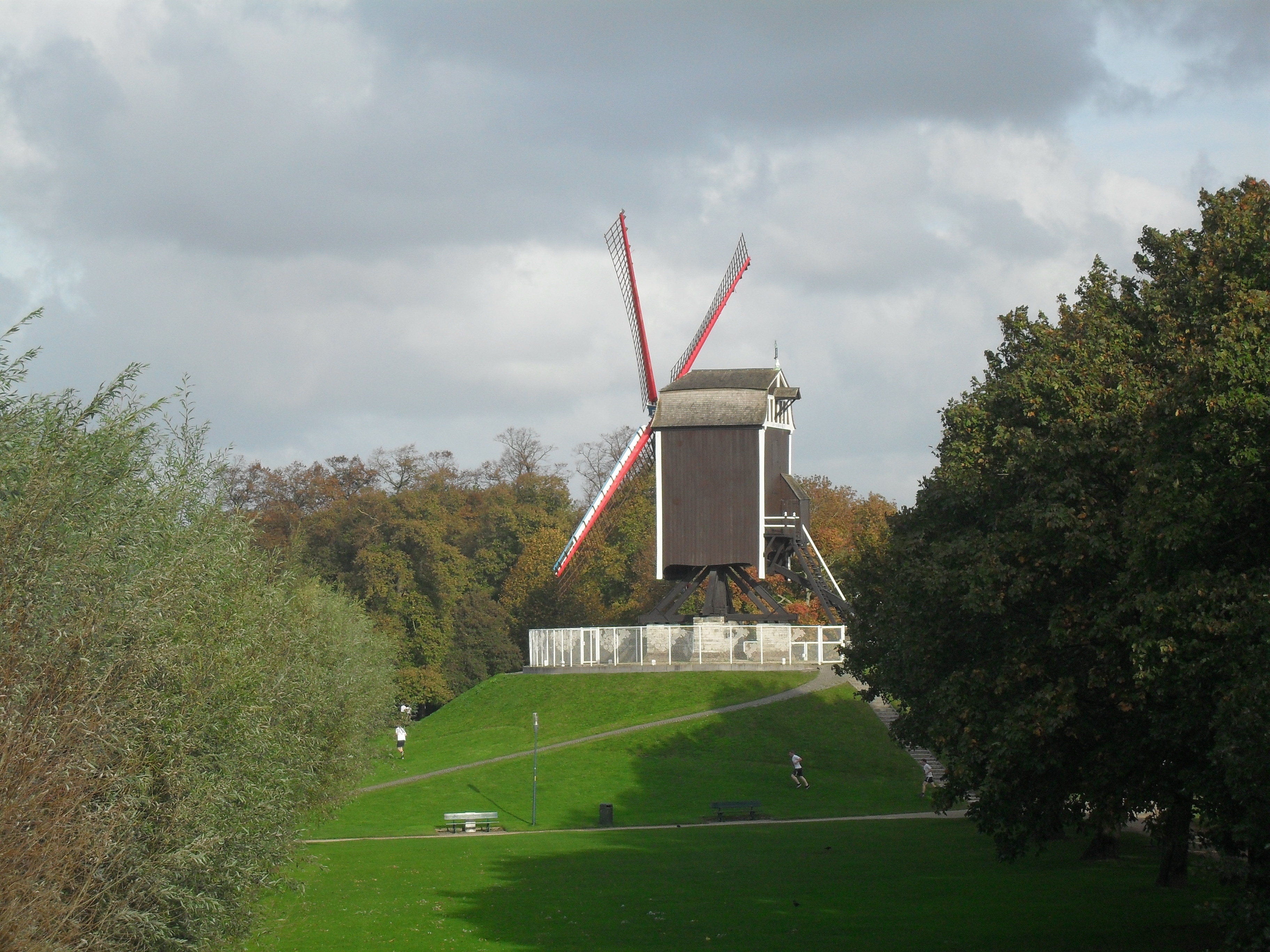
Windmühle am Kruispoort

Darüber hinaus befinden sich in der Altstadt eine Vielzahl eindrucksvoller denkmalgeschützter Gebäude wie das Haus Perez de Maluenda, das Zunfthaus der Gerber, De Gouden Haspe en De Kleine Haspe, Groenerei 12b, 13, Kastanjeboomstraat 2, Katelijnestraat 1–3, Nieuwstraat 11, Orangerie Sankt-Walburga, Oude Burg 17–19, Sint-Annarei 1, 19 und 20, Spiegelrei 17, 18 oder die Wollestraat 34. Außerdem befinden sich in der Stadt eine Vielzahl von Denkmalen wie das Guido-Gezelle-Denkmal und Skulpturen, darunter die Niobe und Zeus, Leda, Prometheus und Pegasus besuchen Brügge.

### Verlorene Bauwerke

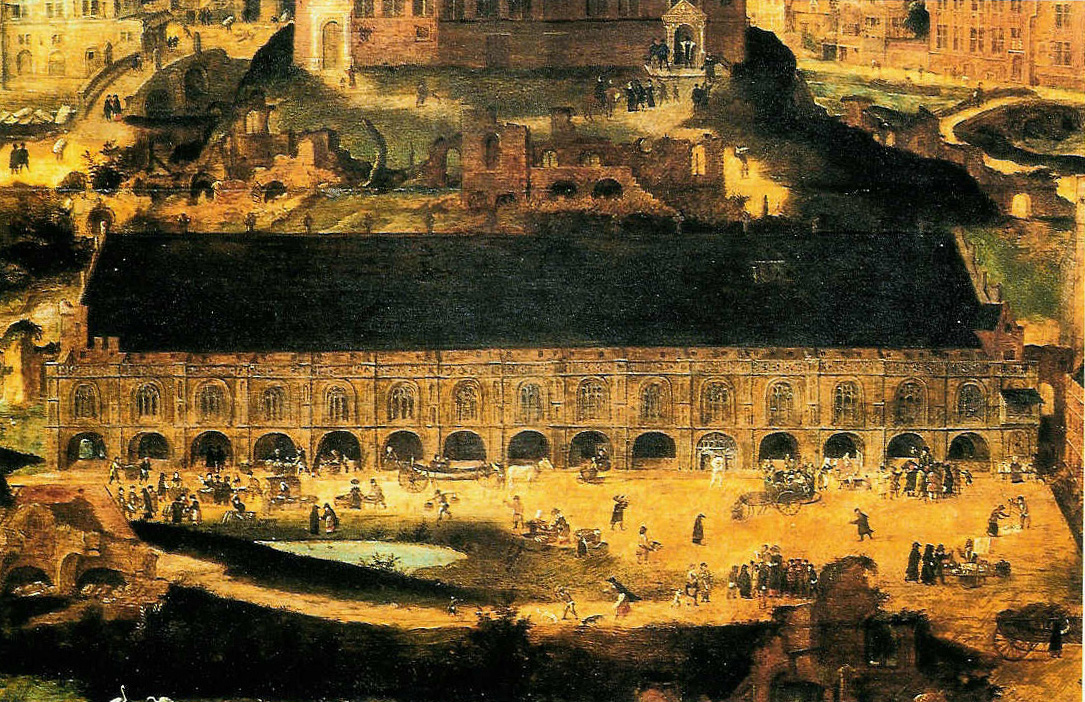
Die „Waterhalle“ stand 1294–1787 auf der Ostseite vom „Grote Markt“ in Brügge.

Die „Waterhalle“ (deutsch Wasserhalle) stand bis 1787 an der Ostseite vom „Grote Markt“ (deutsch Großer Markt), zwischen Philipstockstraat und Breidelstraat und ermöglichte das wetterunabhängige Be- und Entladen von Handelsschiffen. Das 1294 fertiggestellte Hauptgebäude hatte eine Länge von 95 Metern mit 15 Erkern, eine Breite von 24 Metern und etwa eine Höhe von 30 Metern; die Mauern waren zwischen 1,30 und 1,50 Meter dick. Der ebenerdige Anbau an der Seite vom Grote Markt hatte die gleiche Länge wie das Hauptgebäude und eine Breite von 4 m. Dieser Teil wurde unter anderem für Geschäftslokale genutzt. Der Dachboden der Waterhalle war über eine Treppe erreichbar. Um Waren nach oben zu ziehen, war der Dachboden mit einer Seilwinde ausgestattet. Im Erdgeschoss wurde das Gebäude teilweise vom Lauf eines Kanals der Brügger Reien eingenommen. In der Mitte über dem Kai befand sich eine Säulenreihe, die das Dach stützte.

### „De Halve Maan“
De Halve Maan (deutsch Der Halbe Mond) ist die älteste Stadtbrauerei Brügges und wurde bis in die 2010er Jahre als Familienbetrieb in sechster Generation geführt. Erstmals urkundlich erwähnt wurde die Brauerei im Zentrum Brügges unter dem Namen „De Maene am Walplein“ (deutsch Die Mühle am Walplein) im Jahr 1564. Henri Leon Maes erwarb 1856 das Grundstück am Brügger Platz „Walplein“ und baute die Mühle mit Unterstützung seines Onkels Canon Petrus-Johannes Maes zu einer modernen Brauerei aus; dieser gab er den Namen „De Halve Maan“. Er braute dort ein trübes, leicht säuerliches Bier nach einem alten Rezept, das ihm und seiner Brauerei schnell zu einem guten Namen verhalf. Im Jahr 1867 übernahmen seine Söhne Hendrik und Achère Maes die Brauerei. Nach einem Aufenthalt in England modernisierten die beiden Brüder, fasziniert von der englischen Braukunst und der dazu verwendeten modernen Technik, Gebäude und Gerätschaften ihrer Brügger Brauerei. Sie führten zwei neue Braustile ein und brauten nun im Halben Mond Stouts und Pale Ales. Nach dem frühzeitigen Tod der Gebrüder Maes führten ihre Ehefrauen die Brauerei weiter, bis 1919 einer der Söhne, ebenfalls ein Hendrik, die Geschäftsführung der Brauerei übernahm. Auch er setzt mit seinem Bockbier und einem untergärigen Lager neue Maßstäbe für das Brauen von belgischem Bier in Brügge. 
Ein Höhepunkt in der Geschichte der Brauerei war das Brauen des „Straffen Hendrik“. Dieses spezielle Bier wurde im Auftrag des Bürgermeisters von Brügge als Festbier anlässlich der Enthüllung einer Skulptur des Schutzpatrons der Müller und Brauer, St. Arnulf, von Véronique Maes und ihrem Vater entwickelt. Der Name dieses Brügger Biers leitet sich von der langen Reihe von Hendriks in der Familie Maes ab und ehrt nicht nur den Heiligen Arnulf, sondern auch die Maes’schen Brauer mehrerer Generationen.

### Museen

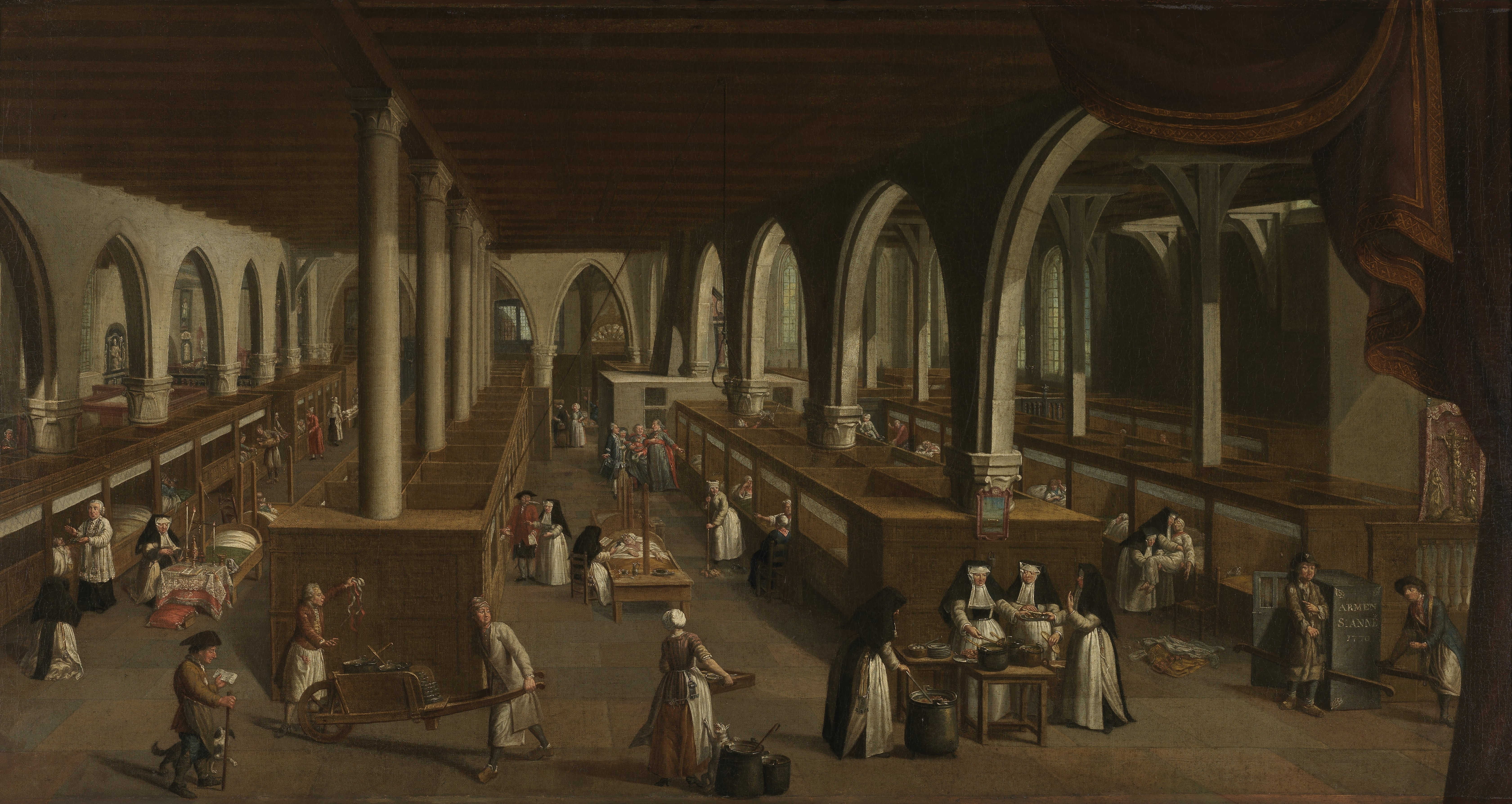
Altes Sankt-Jans-Hospital (Krankensaal um 1778)

Die städtischen Museen in Brügge sind unterteilt in die Kategorien Schöne Künste (vom 15. bis zum 21. Jahrhundert), Bruggemuseum (Sammelname für elf historische Museen) und Hospitaalmuseum (Hospitalmuseen).
Die zwei Museen der Schönen Künste sind das Groeningemuseum, mit einer Kollektion der flämischen Primitiven sowie Gemälde und Skulpturen der Renaissance, des Barock, des Klassizismus und des Expressionismus und das Arentshaus.
Bruggemuseum enthält das Archäologie-Museum, den Gentpoort, den Belfried, das Rathaus, das Brügger Freiamt, das Gruuthusemuseum, die Liebfrauenkirche, das Heimatmuseum, die Koelewei-Mühle, die Sint-Janshuis-Mühle und das Guido-Gezelle-Museum.
Die zwei Hospitalmuseen sind das Alte Sankt-Jans-Hospital (Oud Sint-Janshospitaal) mit dem Memlingmuseum (Memling in Sint-Jan) und Unsere Liebe Frau zur Potterie. Im Memlingmuseum werden unter anderem Werke des Brügger Malers Hans Memling gezeigt, darunter der Ursulaschrein (vor 1489), der das Martyrium der Heiligen Ursula darstellt und das Triptychon mit der mystischen Hochzeit der Heiligen Katharina auf der Mitteltafel (1479).
Private Museen in Brügge sind das Historium, das Beginenhaus, das Brauereimuseum, das Biermuseum, das Diamantmuseum, das Schokoladenmuseum Choco-Story, das Frietmuseum (im Spätmittelalter Handelsniederlassung der italienischen Seestadt Genua), das Lampenmuseum Lumina Domestica, das Englische Kloster, die Heilig-Blut-Basilika, der Hof Bladelin, die Jerusalemkirche, Museum-Gallery Xpo: Salvador Dalí, das Spitzenzentrum, die St.-Georgs-Schützengilde, die St.-Sebastian-Schützengilde, die St.-Salvator-Kathedrale, die St.-Trudo-Abtei, die Sternwarte Beisbroek und das Kloster Ter Doest in Lissewege.

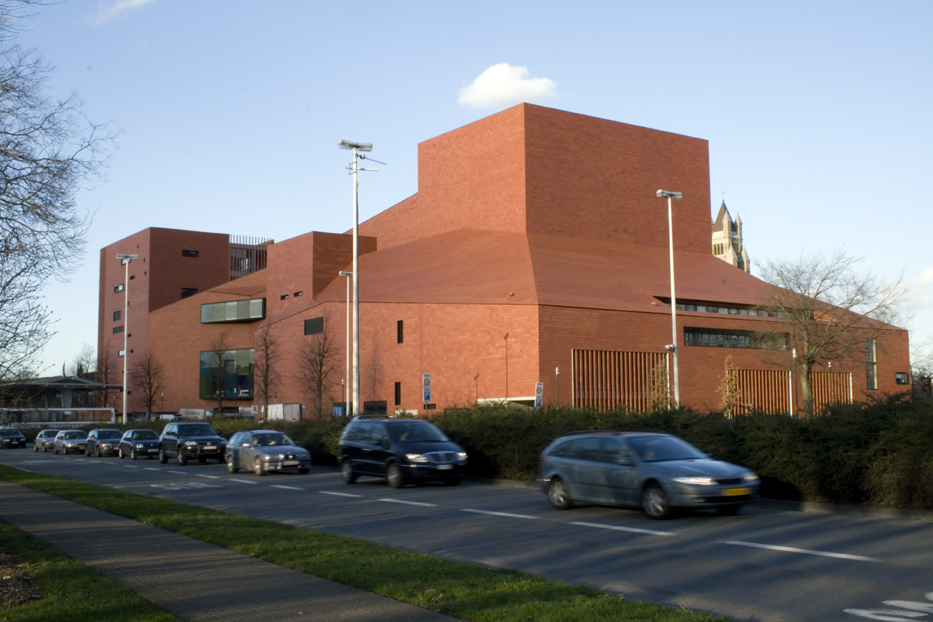
Konzertgebäude

### Theater, Konzertsäle, Kinos
Brügge hat verschiedene Theater und Konzertsäle. Die wichtigsten sind das für „Brügge 2002 – Europäische Kulturhauptstadt“ neugebaute Konzertgebäude (Concertgebouw) – Residenz des Orchesters Anima Eterna Brugge –, die Stadsschouwburg, Biekorf, De Dijk, De Werf, der Magdalenazaal, Het Entrepot und der Joseph Ryelandtzaal.
Die drei Kinos in Brügge sind Cinema Lumière für nicht-kommerzielle Filme, Cinema Liberty, ein kleines kommerzielles Kino, und das Cineplex Kinepolis in Sint-Michiels.

## Wirtschaft & Infrastruktur

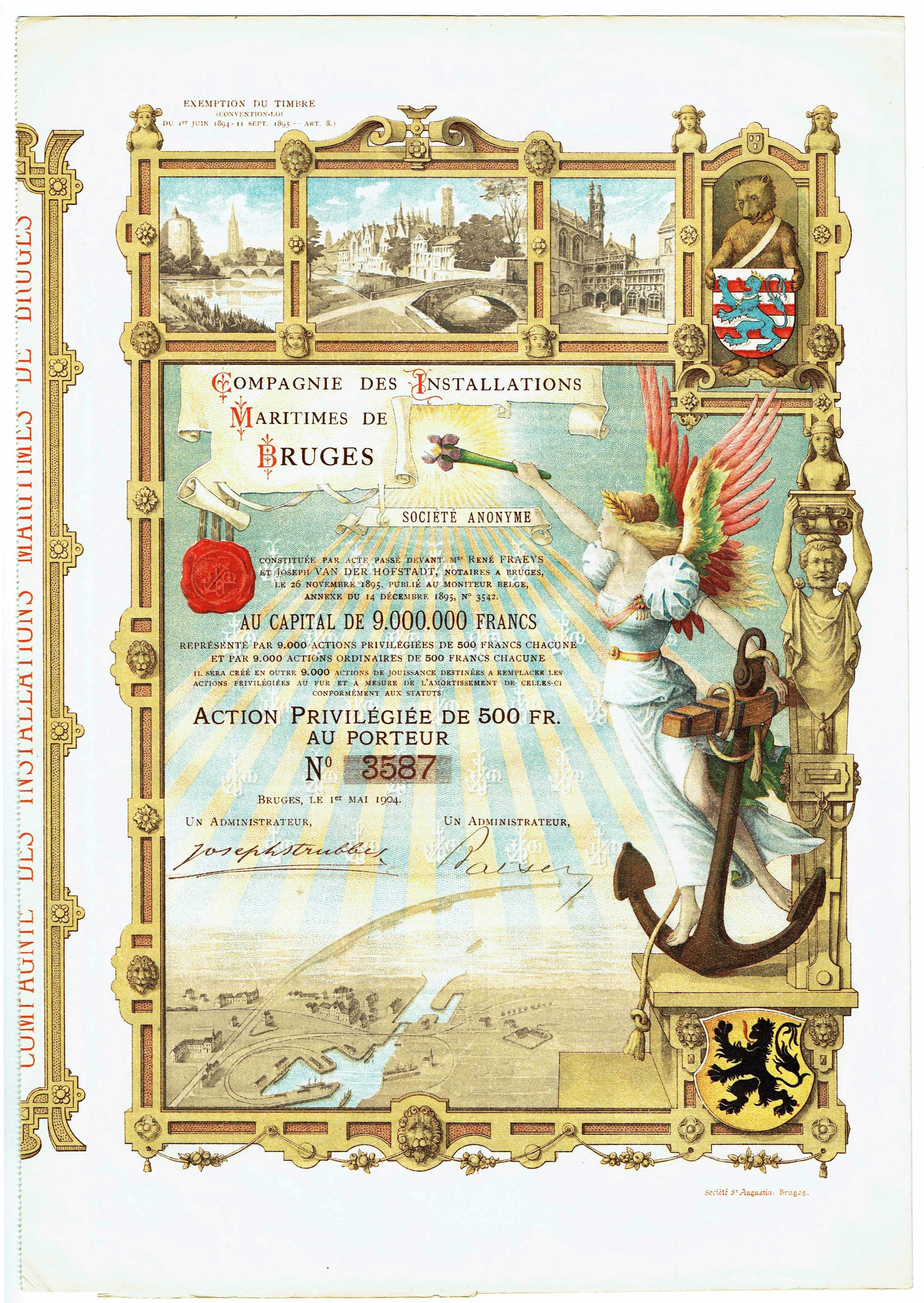
Vorzugsaktie der Compagnie des Installations Maritimes de Bruges vom 1. Mai 1904; diese Gesellschaft wurde zur Finanzierung des Kanals zur Nordsee gegründet

### Wirtschaft
Bedingt durch die historische Altstadt ist die Tourismuswirtschaft von wesentlicher Bedeutung für die Stadt. So befinden sich im Stadtgebiet auch viele Hotelbetriebe, darunter auch denkmalgeschützte wie das Hotel de Orangerie und das Hotel de Tuilerieën.
Mit einer der ältesten Wertpapierbörsen der Welt - der Börse Brügge, befand sich ein historischer Handelsplatz der frühen Finanzwirtschaft in Brügge. Diese Bedeutung hat aber deutlich nachgelassen und die Finanzwirtschaft hat sich an andere Standorte des Landes verschoben.

### Infrastruktur
Mit Gent, Ostende und Sluis ist Brügge über die Kanäle Gent–Brügge, Brügge–Ostende und Brügge–Sluis verbunden und mit dem an der Nordsee gelegenen Zeebrügge über den zwölf Kilometer langen, für Seeschiffe befahrbaren Boudewijnkanal. Der Hafen von Brügge-Zeebrugge gilt als einer der modernsten und wichtigsten in Europa. Seine Hauptvorteile sind seine geographische Lage an der Nordsee mit der Straße von Dover, die Nähe zu England und sein Zugang mit großen Wassertiefen.
Brügge ist durch die Autobahnen A10/E 40 Brüssel–Ostende, A18/E 40 Brügge–Frankreich, A10/E 403 Brügge–Doornik und N49/E 34 Antwerpen–Brügge/Zeebrügge/Knokke-Heist erschlossen.
Der Hauptbahnhof von Brügge liegt an den Eisenbahnlinien Brüssel–Ostende (Strecke 50A), Brügge–Kortrijk (Strecke 66) und Brügge–Blankenberge (Strecke 51); weitere Strecken führen nördlich nach Zeebrügge (Strecke 51A) und nordöstlich nach Knokke-Heist (Strecke 51B). Zwischen 1863 und 1959 gab es auch eine weitere Verbindung (Strecke 58) nach Eeklo, eröffnet durch die private Gesellschaft Chemin de fer de Gand à Bruges par Eecloo. Rund um die Uhr gibt es unter anderem mehrere IC-Verbindungen in andere wichtige Städte Belgiens. Der Hauptbahnhof ist auch Station des Thalys Paris–Brüssel–Ostende.
Der nächstgelegene Flughafen ist der internationale Flughafen Ostende-Brügge in Ostende, ungefähr 25 km vom Zentrum Brügges.
In den Jahren 1950 und 1951 verschwanden die Straßenbahnen aus dem Stadtbild und wurden durch Busse ersetzt. Der heutige öffentliche Stadtverkehr in Brügge besteht aus einem umfangreichen Busnetz. Betreiber ist die Gesellschaft De Lijn.  Täglich zwischen 7:00 und 19:00 Uhr verkehrt ein kostenloser Shuttlebus zwischen Bahnhof und Innenstadt. Der City-Shuttle fährt zu 100 Prozent elektrisch.

## Politik

### Stadtrat
- Vooruit: 10
- Groen: 3
- VLD: 3
- CD&V: 21
- N-VA: 5
- VB: 5

Es wurde eine „große“ Koalition aus CD&V und Vooruit gebildet,
der 1 Sitz für eine 2/3-Mehrheit fehlt.
- Vooruit: 58
- Groen: 16
- VLD: 27
- CD&V: 88
- N-VA: 23
- VB: 23

Für eine Koalition mit Mehrheit braucht/bräuchte man also bspw. CD&V (88) + Vooruit (58) und. Dann hätte man mit 146 Sitzen eine deutliche absolute Mehrheit. Aber auch eine Koalition aus CD&V, VLD und Groen wäre möglich (131 Sitze), oder eine Mitte-Rechts Koalition aus CD&V, VLD und NVA (138 Sitze) wäre möglich.

Möchte man bei Koalitionsvariante 1 eine 2/3 Mehrheit kann man noch OVLD (27) oder  Groen(16) hinzugeben, dann hätte man mit 173 (mit VLD) bzw. 162 (mit Groen) von 157 nötigen eine 2/3 Mehrheit. Auch wenn sie bei 2terem relativ gering ist.
Die Summe der Sitzverteilungen von der Wahl 2000 bis zur Wahl 2024 nach Absoluter - und 2/3 Mehrheit:
- CD&V: 88
- Vooruit: 58
- VLD: 27
- Groen: 16
- N-VA: 23
- VB: 23

## Bildung
Brügge ist ein Bildungszentrum in Westflandern. Es gibt einige Colleges, zum Beispiel das VIVES (ein Zusammenschluss der ehemaligen KHBO (Katholieke Hogeschool Brugge Oostende) und der Katholieke Hogeschool (KATHO)), die Hogeschool West-Vlaanderen (HOWEST) und das Sint-Leocollege.
Das United Nations University Institute on Comparative Regional Integration Studies (UNU-CRIS) ist ein Forschungsinstitut und Ausbildungsinstitut der Universität der Vereinten Nationen. Es ist spezialisiert auf vergleichende Studien zur regionalen Integration.
Das Europakolleg, ein renommiertes unabhängiges postgraduales Hochschulinstitut für europäische Studien, liegt im Zentrum von Brügge (Dijver 10, 11).

## Sport

### Fußball
Erste Division:
- FC Brügge
- Cercle Brügge

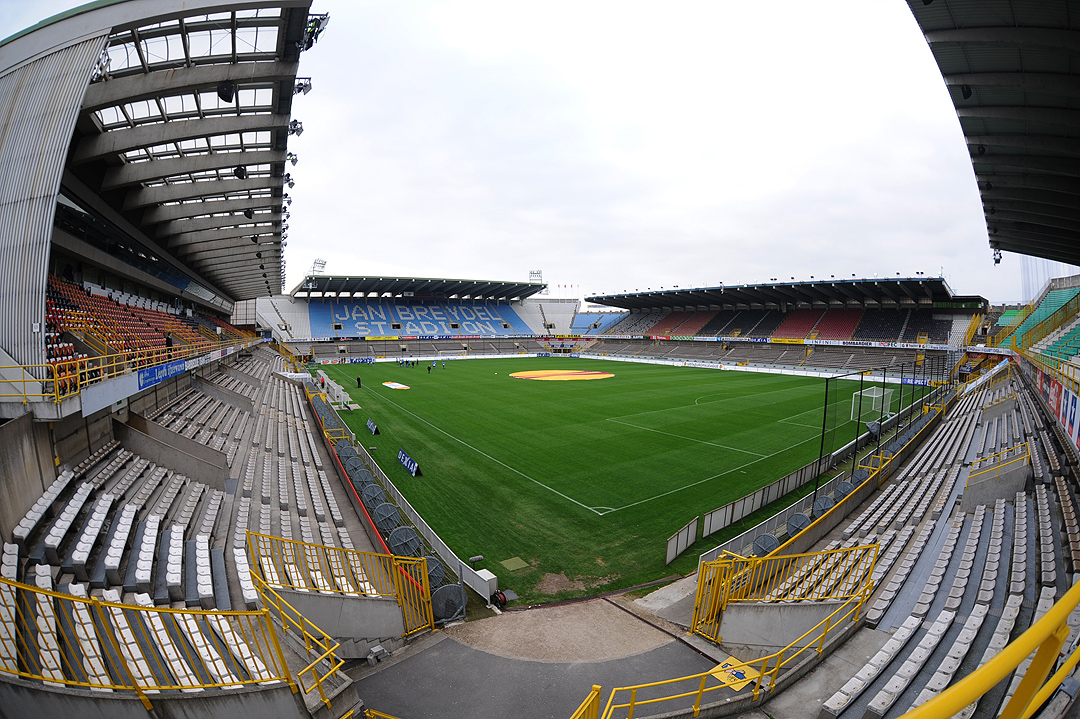
Jan-Breydel-Stadion

Beide spielen im Jan-Breydel-Stadion (30.000 Sitzplätze) in Sint-Andries.
2000 war Brügge eine der acht Gastgeberstädte der Fußball-Europameisterschaft.

### Radrennen
Brügge war 19 Jahre lang der Startpunkt für die Flandern-Rundfahrt.

## Brügge in den Medien

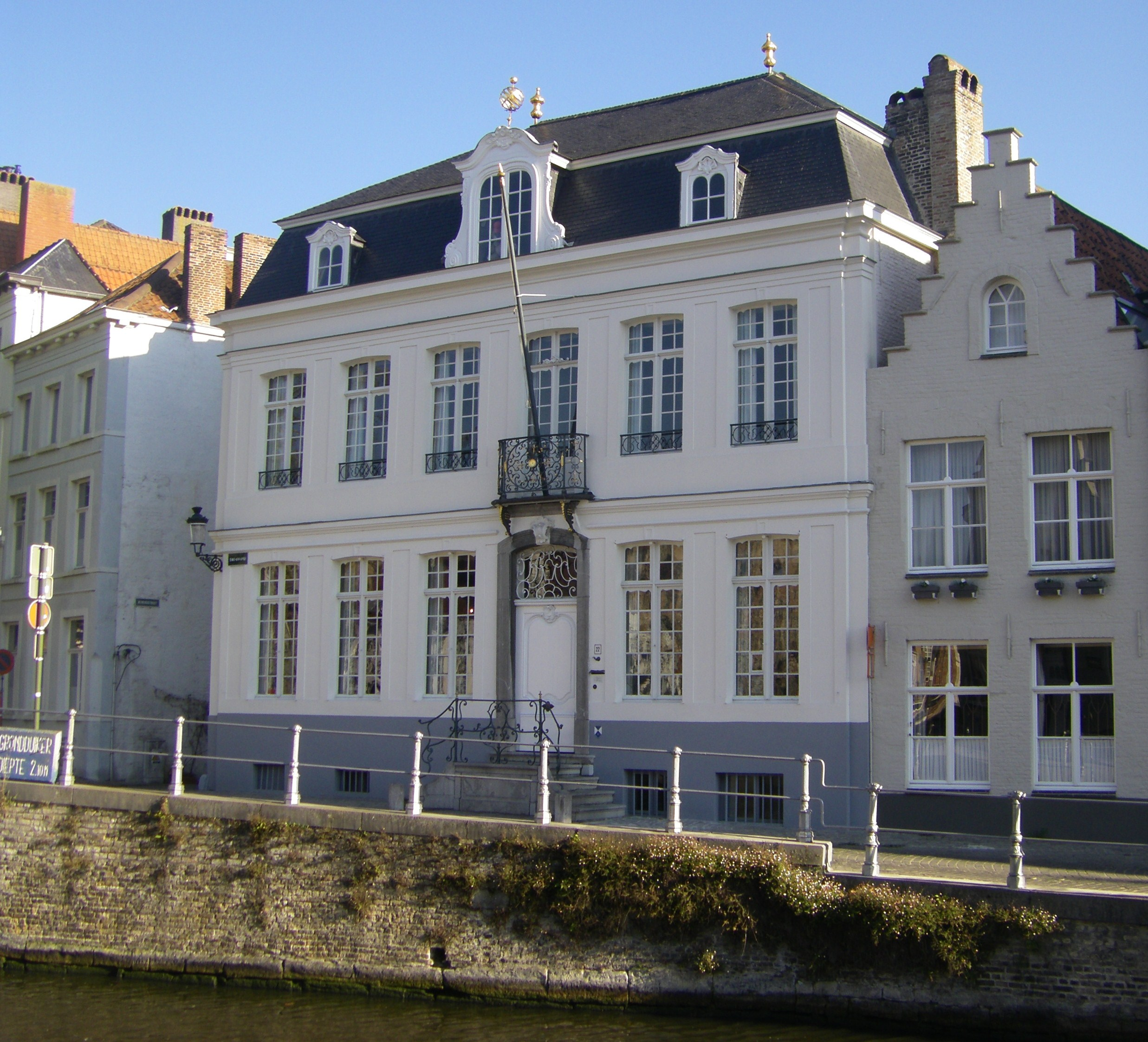
Das Herrenhaus Nummer 22 an der Brügger Sint-Annarei diente als eine der Kulissen für den Film Geschichte einer Nonne.

### Film und Fernsehen
Filme, die (überwiegend) in Brügge spielen (Auswahl):
- Geschichte einer Nonne, Regie Fred Zinnemann, USA, 1959
- Herz aus Schokolade, Regie: Oliver Dommenget, Deutschland, 2008.
- Brügge sehen … und sterben?, Regie Martin McDonagh, Irland, Vereinigtes Königreich, 2008
- Aspe (Fernsehserie), belgische Krimiserie, seit 2004.

### Comic
- L’astrologue de Bruges (Der Astrologe von Brügge, 1994) von Roger Leloup aus der Serie Yoko Tsuno

### Musik
- Die tote Stadt. Oper in drei Bildern von Erich Wolfgang Korngold, basierend auf Rodenbachs Roman Das tote Brügge, Uraufführung 1920

## Städtepartnerschaften
- Burgos (Spanien), 2007